# 경주시
경주시(慶州市)는 대한민국 경상북도 동남부에 있는 시이다. 시청 소재지는 동천동이고, 행정구역은 4읍 8면 11동이다.
기원전 57년 신라의 건국부터 시작해서 935년 신라 멸망까지 992년 동안 신라의 수도였고, 서라벌(徐羅伐), 금성(金城) 등으로 불렸다. 신라가 멸망한 935년(고려 태조 18년)에 현재의 지명인 '경주'로 바뀌었다. 이후 동경(東京), 계림부(鷄林府) 등으로 바뀌었다가 조선 시대에 다시 경주로 바뀌었으며, 영남 남인의 구심점 역할을 했다.
사찰, 유적, 석탑 등 많은 신라시대 문화재와 경주 양동마을 등 조선시대 양반마을이 보존되어 있다. 불국사, 석굴암, 남산, 월성, 대릉원, 황룡사지, 산성 등 5곳의 경주역사유적지구와 경주 양동마을이 유네스코 세계문화유산으로 지정되어 있다.

## 역사

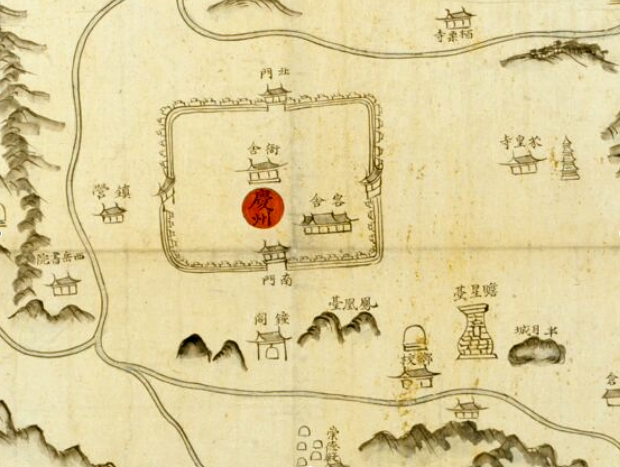
18세기 만들어진 지방 지도의 경주읍성 일대 부분으로 경주(慶州)라고 적혀 있다.

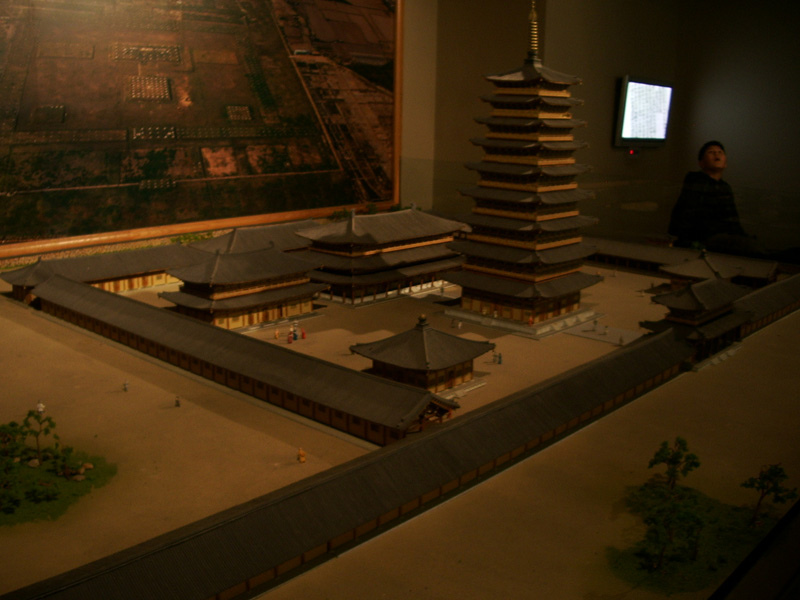
황룡사지에 있었던 황룡사의 복원모형.

삼한 시대에 '사로국'이라는 이름으로 비(非)한국 문헌에 처음 등장한다. 한국의 기록(아마도 신라의 왕조 실록을 기반으로 한 자료)에 따르면, 사로국은 기원전 57년 경주 지역의 여섯 개 마을이 박혁거세를 중심으로 통합되며 세워졌다고 한다. 이후 왕국이 성장하면서 국호를 신라로 변경했다. 신라 시기, 이 도시는 서라벌이라 불렸으며, 이 지명은 훗날 '서울'처럼 '수도'를 의미하는 일반 명사로 발전하게 된다. 또 계림(鷄林, 닭의 숲)'이나 금성(金城, 금의 성 또는 철의 성, 즉 난공불락의 요새)'이라는 이름도 사용되었다. 계림에 대해서는 닭·달·ᄃᆞᆯ + 벌로 재구하여 월성(月城), 양부(梁部)와 같은 단어로 보는 견해가 있으며, 닭(鷄)을 훈음차 새(鳥)로 해석하고 수풀(林)과 합쳐 새불 즉 서벌, 서라벌과 같은 의미로 보는 견해가 있다.
668년 신라가 대동강 이남의 한반도를 통일한 후, 경주는 정치와 문화의 중심지가 되었다. 신라 왕실과 대부분의 귀족들이 이곳에 거주했으며, 그 번영은 전설처럼 전해졌고, 9세기 아랍의 지리서 『도로와 왕국의 책』에는 페르시아까지 그 명성이 알려졌다고 한다.『삼국유사』는 경주의 전성기 가구 수를 178,936호로 기록하고 있으며, 이를 바탕으로 당시 인구는 거의 백만 명에 달했을 것으로 추정된다. 오늘날 경주의 대표 유적 대부분은 이 통일신라 시대(10세기 초 고려의 건국으로 종결)에 조성된 것이다.
경순왕이 고려 태조에게 항복한 이후, 경주는 수도의 지위를 잃었다. 940년 고려를 세운 태조 왕건은 도시 이름을 경주(慶州)로 바꾸었는데, 이는 "경사로운 고을"이라는 뜻이다.
987년, 고려는 수도 개경 외에 3개의 보조 수도를 세우는 제도를 도입했는데, 경주는 "동경"(東京, 동쪽 수도)으로 지정되었다. 그러나 정치적 갈등으로 인해, 1012년 현종 3년에 이 칭호는 폐지되었다. 이후 경주는 영남도 관찰사가 머무는 행정 중심지로 지정되었다. 당시 경주는 영남 중동부 대부분을 관할했으나, 13세기에 들어 행정 구역은 크게 축소되었다. 조선시대(1392–1910)에 접어들며 국가 차원의 중심지는 아니었지만, 지역적인 영향력은 여전히 유지되었다. 1601년에는 도청 소재지로서의 지위도 상실하게 된다.
13세기에는 몽골군이 황룡사에 있던 9층 목탑을 파괴했다. 임진왜란 당시에는 경주 지역이 격전지로 변하며, 일본군은 불국사의 목조건물들을 불태웠다. 침입 외에도 조선 초기에는 유교 성리학자들이 남산의 불교 조각상을 훼손하며 팔이나 머리를 파괴하기도 했다.
20세기 초, 경주는 규모가 작은 도시로 남았고, 주요 도시의 지위를 잃었다. 이 시기에는 특히 고분 내부에 대한 고고학 발굴이 활발히 진행되었으며, 수많은 무덤들이 오랜 세월 동안 거의 훼손되지 않은 상태로 보존되어 있었다. 발굴된 유물을 전시하기 위해, 1915년에는 현재 국립경주박물관의 전신인 박물관이 설립되었다.
일제강점기 후반, 경주는 철도 교차 지점으로 성장했으며, 동해남부선과 중앙선이 건설되며 경주는 중일전쟁 대비와 동해 자원 개발을 위한 교통 요지로 활용되었다.
광복 이후인 1945년 한국 사회는 전반적으로 큰 혼란에 빠졌고, 경주 역시 예외는 아니었다. 해외에서 귀환한 사람들이 많아지면서 현재 동천동 일대에 귀환민 마을이 조성되었다. 특히 이 시기 경주는 산악지대를 중심으로 한 게릴라 활동이 활발했던 지역으로 알려졌다.
1950년 한국전쟁 발발 당시, 경주는 비교적 큰 피해를 입지 않았다. 전쟁 기간 동안 대부분의 시간 동안 경주는 남한의 통제 아래 있었으며, 1950년 말 잠시 포항에서 밀려 내려온 북한군이 접근하면서 일부 지역이 전선에 포함되기도 했다.
1955년 9월 1일 경주군 경주읍과 내동면 등이 경주시로 승격되고, 경주군은 월성군(月城郡)으로 개칭되었다.
1970년대에 접어들며, 경주는 인근 지역 산업화의 영향을 받아 발전했다. 1973년 인근 도시 포항에 포스코 제철소가 가동을 시작했고, 같은 해 울산에는 대규모 석유화학 단지가 조성되었다. 이러한 산업 기반은 경주의 제조업 발전에도 큰 힘이 되었다.
1989년 1월 1일에 월성군을 경주군으로 개칭하였다가, 1995년 1월 1일 경주시와 경주군을 통합하여 도농복합형태의 경주시가 설치되었다. 2021년 4월 1일 양북면을 문무대왕면으로 개칭하였다.
2016년 9월 12일 경주시 남서쪽 9km 지점에서 각각 규모 5.1, 5.8의 한반도 최대의 강진이 일어났다.
2025년에 APEC 정상회의 최적지로 되어 있다.

## 지리

### 위치
경주시는 대한민국 남동부에 위치해 있으며 행정구역상 경상북도의 남동쪽 끝에 속한다. 남쪽으로 울산광역시와 접하고 있다. 경상북도 내에서는 북쪽은 포항시와, 남서쪽은 청도군과, 북서쪽은 영천시와 닿아 있으며, 동쪽은 동해에 접하고 있다.
수도 서울특별시에서 약 370 km 떨어져 있으며, 경상북도의 옛 도청소재지인 대구광역시에서는 동쪽으로 약 55 km 떨어져 있다.
경주시의 극점은 다음과 같다.
| 구분 | 위치          | 좌표            | 비고 |
| ---- | ------------- | --------------- | ---- |
| 극동 | 감포읍 오류리 | 동경 129도 31분 |      |
| 극서 | 산내면 신원리 | 동경 128도 58분 |      |
| 극남 | 산내면 대현리 | 북위 35도 39분  |      |
| 극북 | 강동면 단구리 | 북위 36도 04분  |      |

### 지형

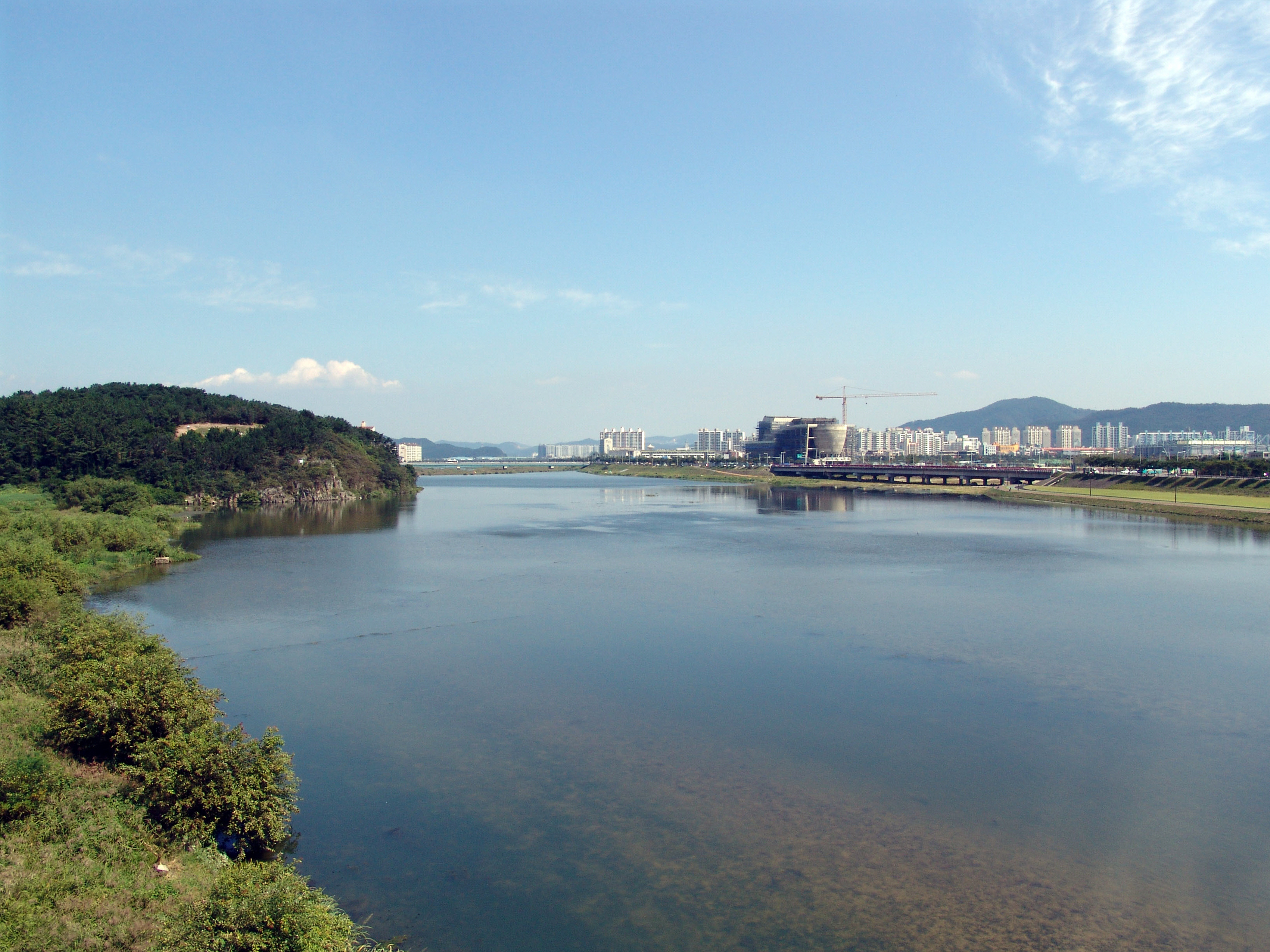
동대교에서 본 형산강

해안 도시이자 대구광역시같은 분지 도시로, 태백산맥의 하단부에 위치한 침식 분지 지형이자, 해발 100m 이하의 저지대와 100~200m의 구릉성 산지가 대부분인 형산강지구대에 속한다. 서쪽에는 단석산계, 동쪽에는 동대산계가 있으며 두 산계에 따라 해안, 평원, 산악지방으로 구분된다. 중앙인 평원지방에는 형산강이 포항시 방향으로 흐르며, 그 주위로 충적평야인 형산강평야가 좁고 길게 펼쳐지는데, 이곳에 경주 시가지가 있다.
비교적 낮은 산맥들이 구석구석에 펼쳐져 있으며, 서쪽 가장자리를 따라 자리잡은 태백산맥이 높은 편이다. 경주에서 가장 높은 산은 해발 1013m의 문복산이며 청도군과의 경계가 되고 있다. 경주시의 서쪽이자 태백산맥의 동쪽의 봉우리들은 주사산맥에 속해 있고, 동쪽의 산들은 동대산맥과 기타 작은 산맥들에 속해 있다. 시가지를 중심으로 서쪽에 구미산, 남서쪽으로 단석산, 남쪽으로 남산(금오산), 동쪽으로는 높이 745m의 토함산 등의 산이 있으며, 비교적 작은 산으로 소금강산, 명활산, 낭산 등이 있다.
하천의 방향은 산맥에 따라 나타난다. 동쪽의 동대산맥에서는 동해로 흐르는 작은 하천과 서쪽으로 흐르는 하천으로 나뉘며, 시의 중앙부에서는 형산강으로 유입되어 포항시의 영일만으로 흘러간다. 남부지역의 하천은 태화강으로 향하여 울산만으로 빠져나가며, 태백산맥 너머 서부지역에는 낙동강으로 흘러가는 동창천이 있다.
북쪽의 포항과 남쪽의 울산을 사이로 33km의 해안선이 있다. 큰 섬이나 만은 없으며 해안은 하천에 의해 조금씩 만입되어 있다. 이 때문에 큰 항구는 없으나 어업 등을 위한 12개의 소규모 항구가 있다.

### 지질과 지진

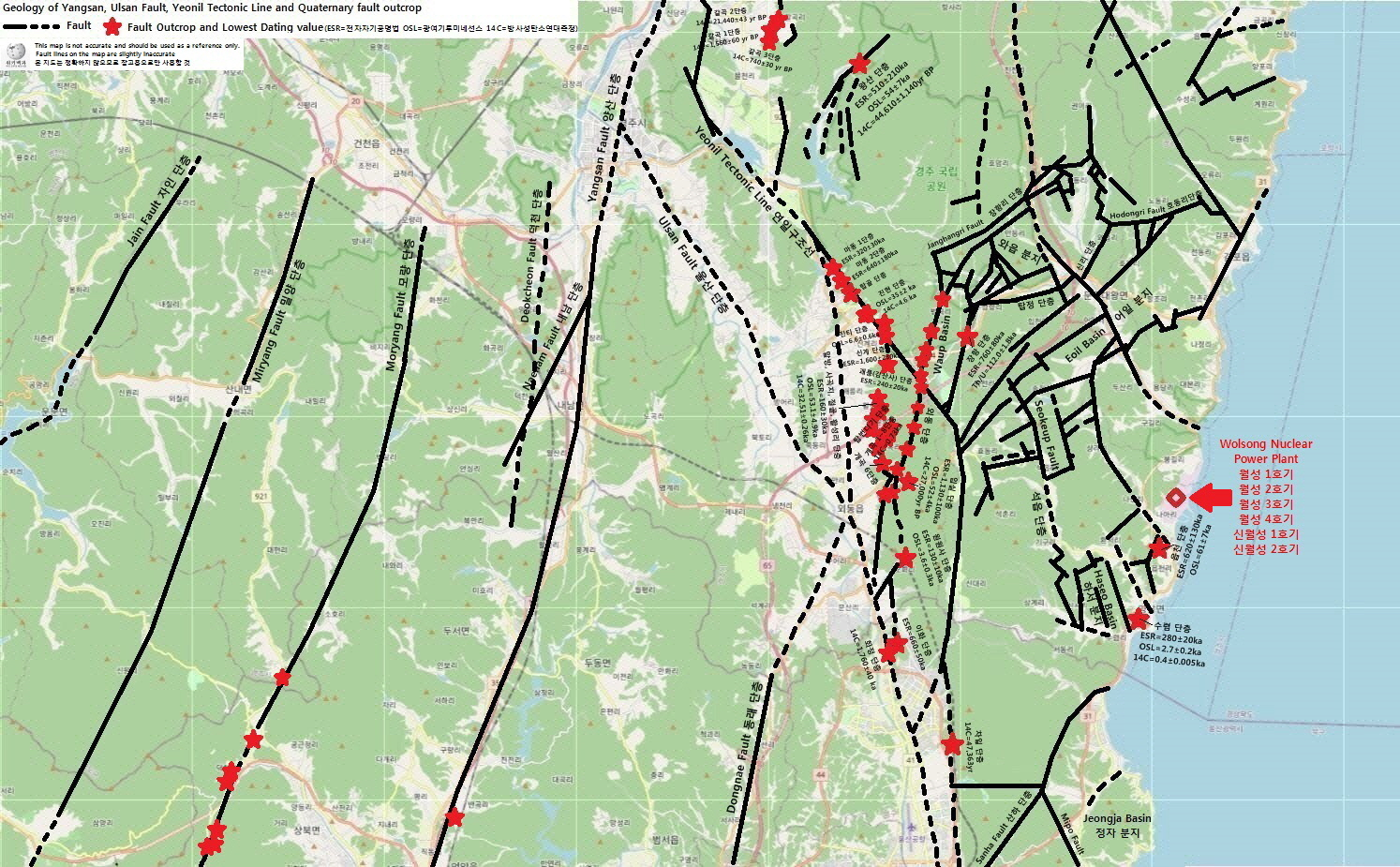
경주시의 지질과 양산 단층, 울산 단층, 연일구조선, 와읍 분지

경주시는 경상 분지의 동부에 위치해 경주시의 지질은 대부분 중생대 백악기의 퇴적암·화산암 지층인 경상 누층군의 대구층, 건천리층, 주산안산암질암과 이를 관입한 불국사 화강암으로 구성되며, 경주시 북동부 천북면, 강동면 일부 지역은 포항 분지에 속해 연일층군의 천북 역암층과 연일 셰일층이 분포한다.
경주시에는 양산 단층과 울산 단층, 연일구조선이 교차하며 수많은 단층이 발달한다. 삼국시대에도 경주에서는 여러 차례 지진이 발생했다. 2016년 경주 지진과 2023년 경주 지진은 강력한 규모로 피해를 야기했다.

### 기후
해안의 위치 때문에, 경주는 한국의 내륙 지역보다 약간 온화한 기후를 가지고 있다. 그러나 일반적으로, 도시의 기후는 대한민국의 전형적인 기후이다. 여름은 덥고 겨울은 시원하며 6월 말부터 8월 초 사이에 우기가 온다. 한국의 나머지 동해안에서도 가을 태풍이 드물지 않다. 연평균 강수량은 1,091 밀리미터 (43.0 in)이고 연평균 최고 기온은 8.6–31.1 °C (47–88 °F)이다.
경주의 역사적인 중심지는 경주 분지의 형산강둑에 있다. 이 저지대는 종종 태풍으로 인해 역사적으로 홍수가 반복되어 왔다. 평균적으로 1세기부터 시작하여 27.9년마다 홍수가 발생한다고 보고되고 있다. 현대의 홍수 통제 메커니즘은 20세기 후반에 홍수의 급격한 감소를 가져왔다. 마지막 대형 홍수는 1991년 태풍 글래디스로 덕동호 저수지가 범람하면서 발생했다.
| 36.0° N, 129.4° E의 기후                                                      | 36.0° N, 129.4° E의 기후 | 36.0° N, 129.4° E의 기후 | 36.0° N, 129.4° E의 기후 | 36.0° N, 129.4° E의 기후 | 36.0° N, 129.4° E의 기후 | 36.0° N, 129.4° E의 기후 | 36.0° N, 129.4° E의 기후 | 36.0° N, 129.4° E의 기후 | 36.0° N, 129.4° E의 기후 | 36.0° N, 129.4° E의 기후 | 36.0° N, 129.4° E의 기후 | 36.0° N, 129.4° E의 기후 | 36.0° N, 129.4° E의 기후 |
| 월                                                                            | 1월                      | 2월                      | 3월                      | 4월                      | 5월                      | 6월                      | 7월                      | 8월                      | 9월                      | 10월                     | 11월                     | 12월                     | 연간                     |
| ----------------------------------------------------------------------------- | ------------------------ | ------------------------ | ------------------------ | ------------------------ | ------------------------ | ------------------------ | ------------------------ | ------------------------ | ------------------------ | ------------------------ | ------------------------ | ------------------------ | ------------------------ |
| 일평균 최고 기온 °C (°F)                                                      | 5.7 (42.3)               | 7.3 (45.1)               | 11.9 (53.4)              | 17.8 (64.0)              | 22.8 (73.0)              | 25.1 (77.2)              | 28.7 (83.7)              | 29.7 (85.5)              | 25.1 (77.2)              | 20.9 (69.6)              | 14.6 (58.3)              | 8.6 (47.5)               | 18.2 (64.7)              |
| 일평균 최저 기온 °C (°F)                                                      | −3.3 (26.1)              | −1.8 (28.8)              | 2.3 (36.1)               | 7.8 (46.0)               | 12.8 (55.0)              | 17.0 (62.6)              | 21.4 (70.5)              | 22.4 (72.3)              | 17.4 (63.3)              | 11.3 (52.3)              | 5.1 (41.2)               | −0.9 (30.4)              | 9.3 (48.7)               |
| 평균 강수량 mm (인치)                                                         | 34.4 (1.35)              | 45.2 (1.78)              | 63.8 (2.51)              | 82.9 (3.26)              | 71.6 (2.82)              | 128.8 (5.07)             | 195.4 (7.69)             | 172.7 (6.80)             | 154.7 (6.09)             | 63.3 (2.49)              | 51.9 (2.04)              | 26.2 (1.03)              | 1,090.9 (42.93)          |
| 출처: Climatological Information for Pohang, Hong Kong Observatory, 1961–1990 |                          |                          |                          |                          |                          |                          |                          |                          |                          |                          |                          |                          |                          |

## 정치
현직 경주시장은 제7회 전국동시지방선거를 통해 당선된 국민의힘 소속의 주낙영이다. 대한민국 국회에서는 경주시라는 단일 선거구로 묶여 있으며, 현직 국회의원은 대한민국 제21대 국회의원 선거에서 당선된 김석기 의원이다.
경주시에서는 경상북도의회 소속 의원 4명을 선출하며, 지역의회로 경주시의회를 두고 있다.
| 지역구                                                 | 이름   | 정당     | 비고 |
| ------------------------------------------------------ | ------ | -------- | ---- |
| 경주시 제1선거구 중부·성건·용강·황성                   | 배진석 | 국민의힘 |      |
| 경주시 제2선거구 감포·외동·양북·양남 동천·불국·보덕    | 박차양 | 국민의힘 |      |
| 경주시 제3선거구 안강·현곡·강동·천북                   | 최병준 | 국민의힘 |      |
| 경주시 제4선거구 건천·내남·산내·서 황오·황남·월성·선도 | 박승직 | 국민의힘 |      |

### 행정 구역
경주시의 행정구역 면적은 1,324.41km2로, 경상북도에서 안동시에 이어 두 번째로 넓은 기초자치단체이다. 도시 지역인 시내 행정동(洞) 면적은 221.3km2이다. 행정구역은 4읍 8면 11행정동으로 구성되며, 그 아래 186법정리·동, 301행정리, 332통, 3,200반으로 나뉜다. 시청 소재지는 동천동이다.
| 이름       | 한자       | 면적     | 세대    | 인구    | 행정지도 |
| ---------- | ---------- | -------- | ------- | ------- | -------- |
| 감포읍     | 甘浦邑     | 44.83    | 3,164   | 6,157   |          |
| 안강읍     | 安康邑     | 138.67   | 12,682  | 29,695  |          |
| 건천읍     | 乾川邑     | 90.46    | 5,163   | 10,808  |          |
| 외동읍     | 外東邑     | 109.76   | 8,118   | 16,823  |          |
| 문무대왕면 | 文武大王面 | 120.06   | 1,961   | 3,994   |          |
| 양남면     | 陽南面     | 84.95    | 3,285   | 6,904   |          |
| 내남면     | 內南面     | 122.03   | 2,521   | 5,205   |          |
| 산내면     | 山內面     | 143.03   | 1,890   | 3,307   |          |
| 서면       | 西面       | 52.13    | 1,885   | 3,671   |          |
| 현곡면     | 見谷面     | 55.78    | 5,776   | 16,282  |          |
| 강동면     | 江東面     | 81.48    | 3,554   | 7,268   |          |
| 천북면     | 川北面     | 58.21    | 2,411   | 5,426   |          |
| 중부동     | 中部洞     | 0.93     | 3,149   | 6,370   |          |
| 황오동     | 皇吾洞     | 1.33     | 4,030   | 8,283   |          |
| 성건동     | 城乾洞     | 6.44     | 8,574   | 17,758  |          |
| 황남동     | 皇南洞     | 22.16    | 3,407   | 6,690   |          |
| 선도동     | 仙桃洞     | 28.02    | 5,813   | 15,388  |          |
| 월성동     | 月城洞     | 31.37    | 3,119   | 6,768   |          |
| 용강동     | 龍江洞     | 5.06     | 6,608   | 18,716  |          |
| 황성동     | 隍城洞     | 3.84     | 9,891   | 28,965  |          |
| 동천동     | 東川洞     | 5.26     | 10,316  | 26,733  |          |
| 불국동     | 佛國洞     | 37.26    | 4,249   | 9,042   |          |
| 보덕동     | 普德洞     | 80.96    | 1,059   | 2,111   |          |
| 경주시     | 慶州市     | 1,324.41 | 112,625 | 262,364 |          |

※세대 및 인구는 2015년 2월 기준.

## 인구
신라시대 경주의 인구는 삼국유사에 의하면 "신라의 전성기에 도읍(경주)에는 178,936호가 있었다.(新羅全盛之時 京中十七萬 八千九百三十六戶)라 하여 90만 명에서 120만 명으로 추정할 수 있다. 이에 따르면, 당대 아바스 칼리파국의 바그다드, 당나라의 장안과 함께 당시 아시아 3대 도시에 속한다고도 볼 수 있으며, 이러한 규모는 인구 25만명으로 추산되는 발해의 상경용천부의 5배 이상의 수치로 만주지역을 제외한 삼한을 통일한 신라의 국력을 상징한다.
1945년 광복 이후, 1950년 한국전쟁 당시에 경주군의 인구는 22만 2천명이었고, 1955년에 승격 당시에 경주시·월성군의 인구는 22만 9천명이 증가하였다. 1960년대과 1970년대 이후에 울산공업단지와 포항제철의 발달로 인한 도시화에 따라 전출자가 많이 생겨나서 일시적으로 인구증가율 감퇴를 보였다.
이후 인구가 늘어났다 줄어들었다 반복하는데 장기적으로는 인구가 감소 중이다. 2020년 기준으로는 25만 3천여 명이다. 경상북도에서 네번째로 인구가 많은 시다.
종교의 경우, 경주는 전통적으로 불교와 유교의 세력이 강한 지역이다. 불교는 대한불교조계종 중심으로 교세가 강하다.
- 경주시(에 해당하는 지역)의 연도별 인구 추이[12]

| 연도   | 총인구    |  |
| ------ | --------- |  |
| 1970년 | 280,106명 |  |
| 1975년 | 287,833명 |  |
| 1980년 | 289,234명 |  |
| 1985년 | 274,803명 |  |
| 1990년 | 267,491명 |  |
| 1995년 | 273,968명 |  |
| 2000년 | 275,842명 |  |
| 2005년 | 267,872명 |  |
| 2010년 | 256,150명 |  |
| 2015년 | 259,773명 |  |
| 2020년 | 253,502명 |  |

2020년말 기준 인구는 253,502명, 121,505세대 면적은 1,324.41km2이다.

## 문화

### 문화유산

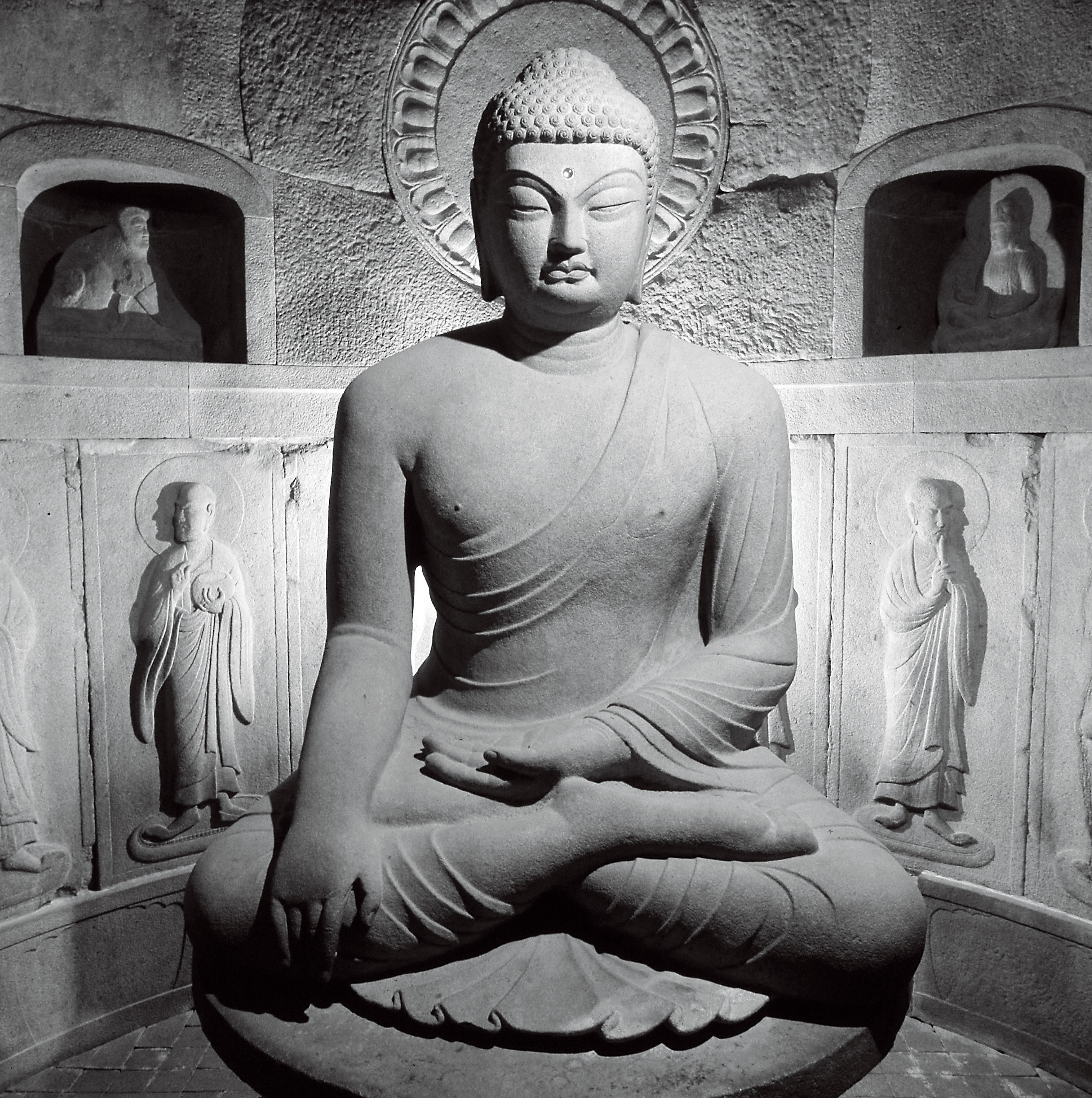
석굴암

경주시는 대한민국의 주요 관광지로, 도시 곳곳이 유적지나 고대 유물들로 채워진 박물관 도시이다. 가는 곳 마다 그 옛날 문화의 정수를 담은 사찰, 석불 등 많은 사적지와 유물이 곳곳에 산재해 있어 찬란했던 그 때의 문화와 예술 그리고 왕조의 영화를 더듬을 수 있다. 신라 천년의 고도를 자랑하는 경주시는 최근 국제회의나 엑스포 축제를 성공리에 개최하여 역사적으로 유명한 이미지뿐만 아니라 국제적 위상까지 성공적으로 끌어올렸다.
문화유산 보유율은 전국의 5.5%, 경상북도의 30%로 총 합계 396점의 문화재를 보유하고 있다.  국가지정문화재의 국보 30점, 보물 76점, 사적 72점, 중요민속자료 16점, 기타 6점이며, 도지정의 유형문화유산 28점, 무형문화유산 1점, 기념물 17점, 민속자료 4점이 있다. 그 외 문화재자료 39점, 비지정문화재 107점으로 방대한 양의 문화재가 있다.
1995년에 유네스코 세계문화유산에서 불국사와 석굴암을 등재했고, 2000년에는 남산지구, 월성지구, 대릉원지구, 황룡사 지구와 함께 경주역사유적지구로 등재되었다. 1998년에 경주세계문화엑스포를 시작해, 매년 4차례씩 열어 1998·2000·2003·2007년 등이 개최하였다.

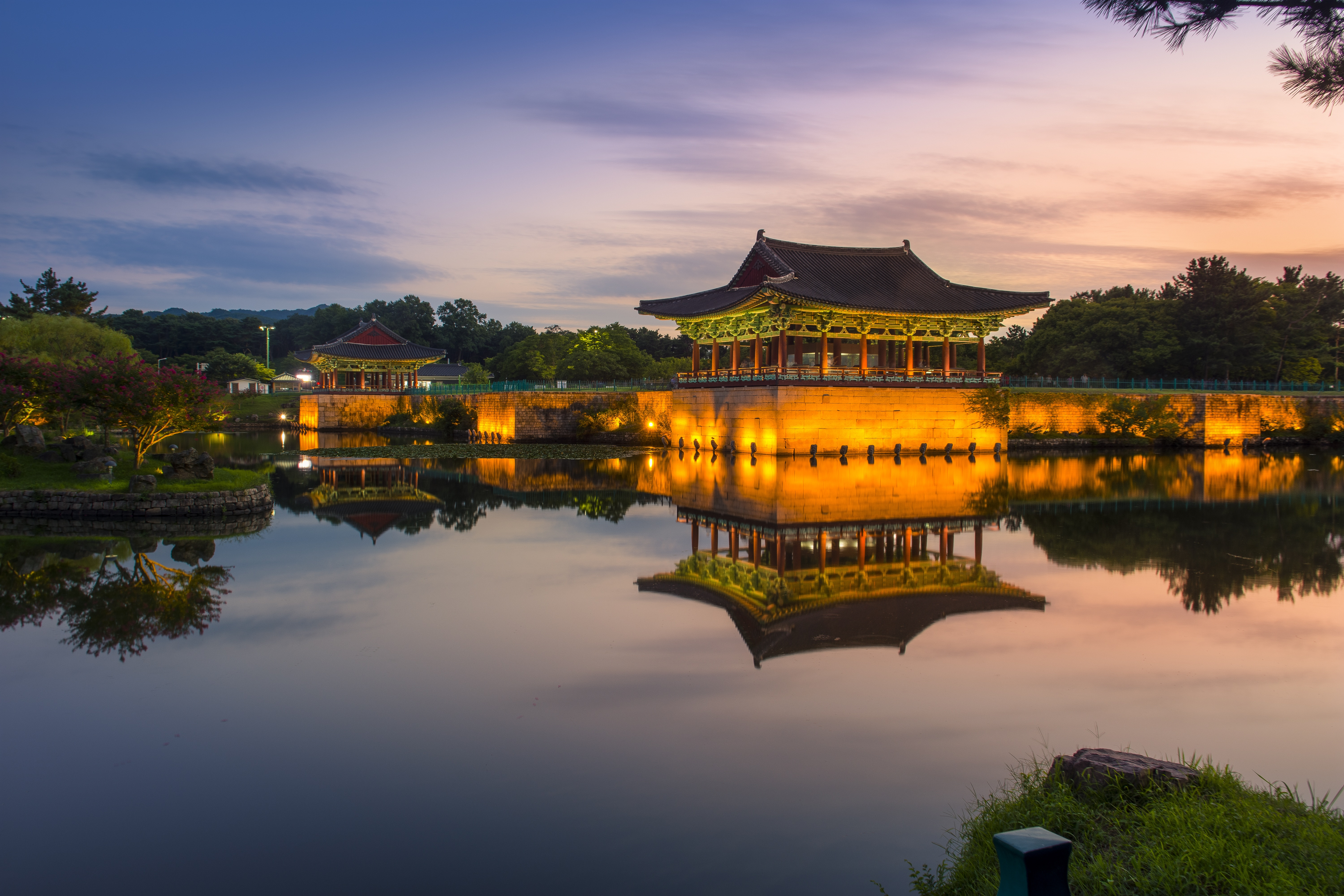
동궁과 월지

다만 문화재가 많다는 특성이 오히려 시의 발전에는 저해 요소가 되고 있다. 시내권에는 문화재 보호 차원에서 고도 제한이 걸려 있으며, 그 외에도 문화재 보호 때문에 개발이 제한되어 있다. 이 때문에 시간이 지날수록 근처의 울산, 포항, 대구 등에 밀리기 시작했고, 경상북도에서는 경산시에도 밀리면서 도 내에서는 제4의 도시다. 경주시의 공업 지역은 시내권에 들어설 수 없어서, 울산과 포항 경계 방향의 외곽 지역으로 가야 볼 수 있다.

### 요리

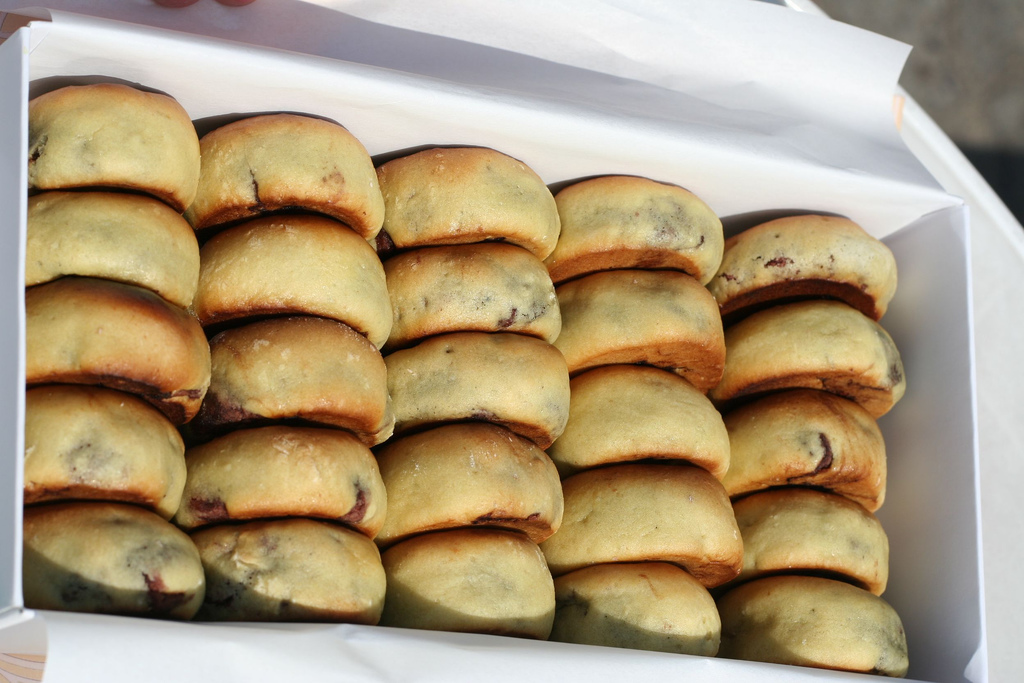
지역 특산품인 경주빵

경주 음식은 일반적으로 경상도의 다른 지역과 비슷하게 맵고 짠 편으로 분류된다. 하지만, 경주 요리는 지역과 전국적으로 알려진 몇몇 지역 특산물에 따라 독특한 맛을 가지고 있다.
콩나물메밀국해장국은 대표적인 경주시의 향토음식이다. 경주시 황오동에 위치한 '팔우정해장골목'의 해장국이 유명하다. 대표 메뉴는 콩나물메밀국해장국은 해장국에 메밀묵, 콩나물, 신김치, 모자반을 올려서 먹는 음식이다.
- 황남빵 - 경주의 유명한 빵이다.
- 찰보리빵 - 경주의 유명한 빵이다.

## 관광
2009년에 선덕여왕을 소재로 한 사극 드라마의 신라밀레니엄파크 촬영지로 각광을 받았다. 같은 해, 6월 8일에 천년의 꿈, 경주의 빛 타임캡슐 매설식을 가졌다. 그리고 2008년부터 제정해 6월 8일 경주시민의 날이 매년 개최하고 있다.

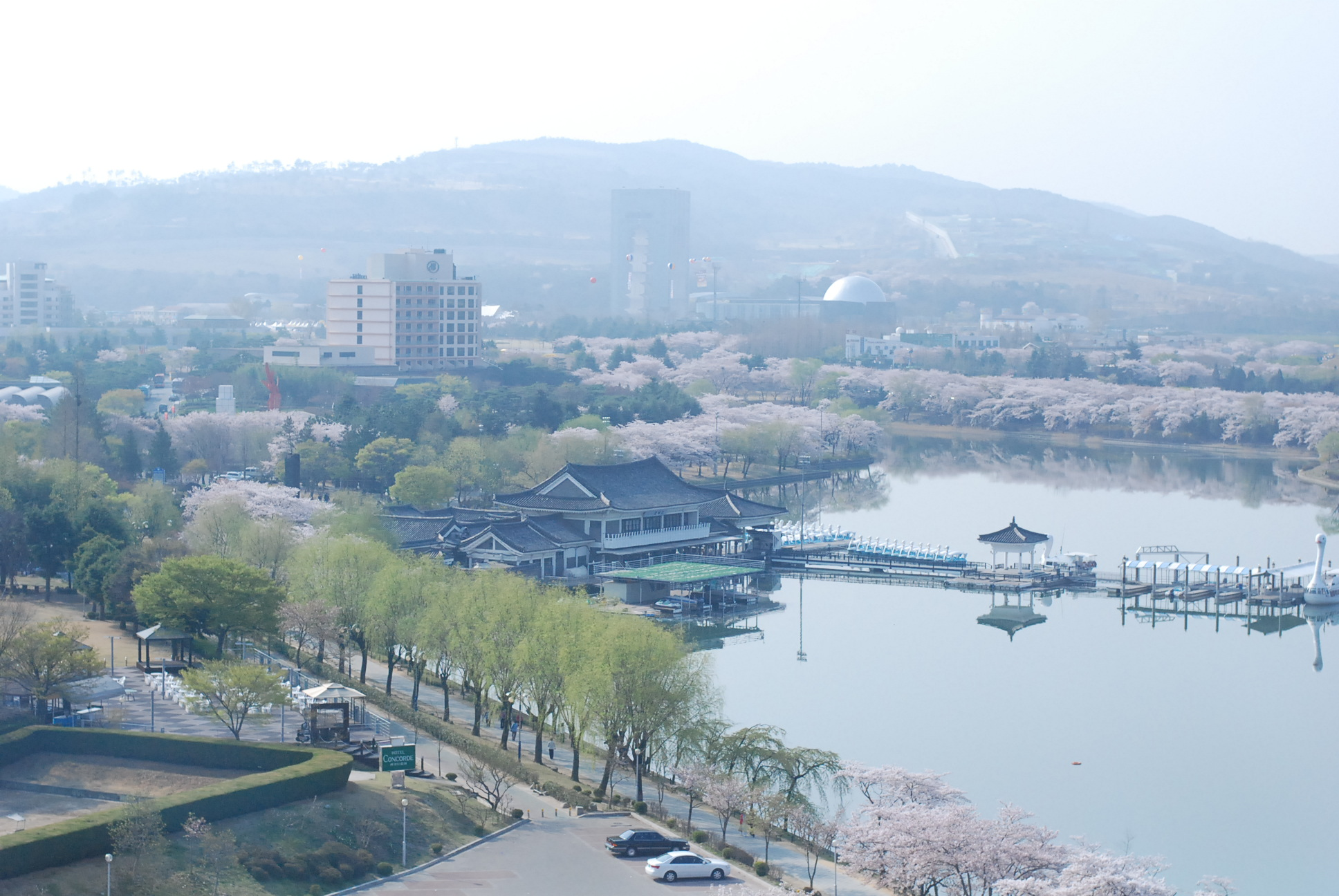
보문관광단지

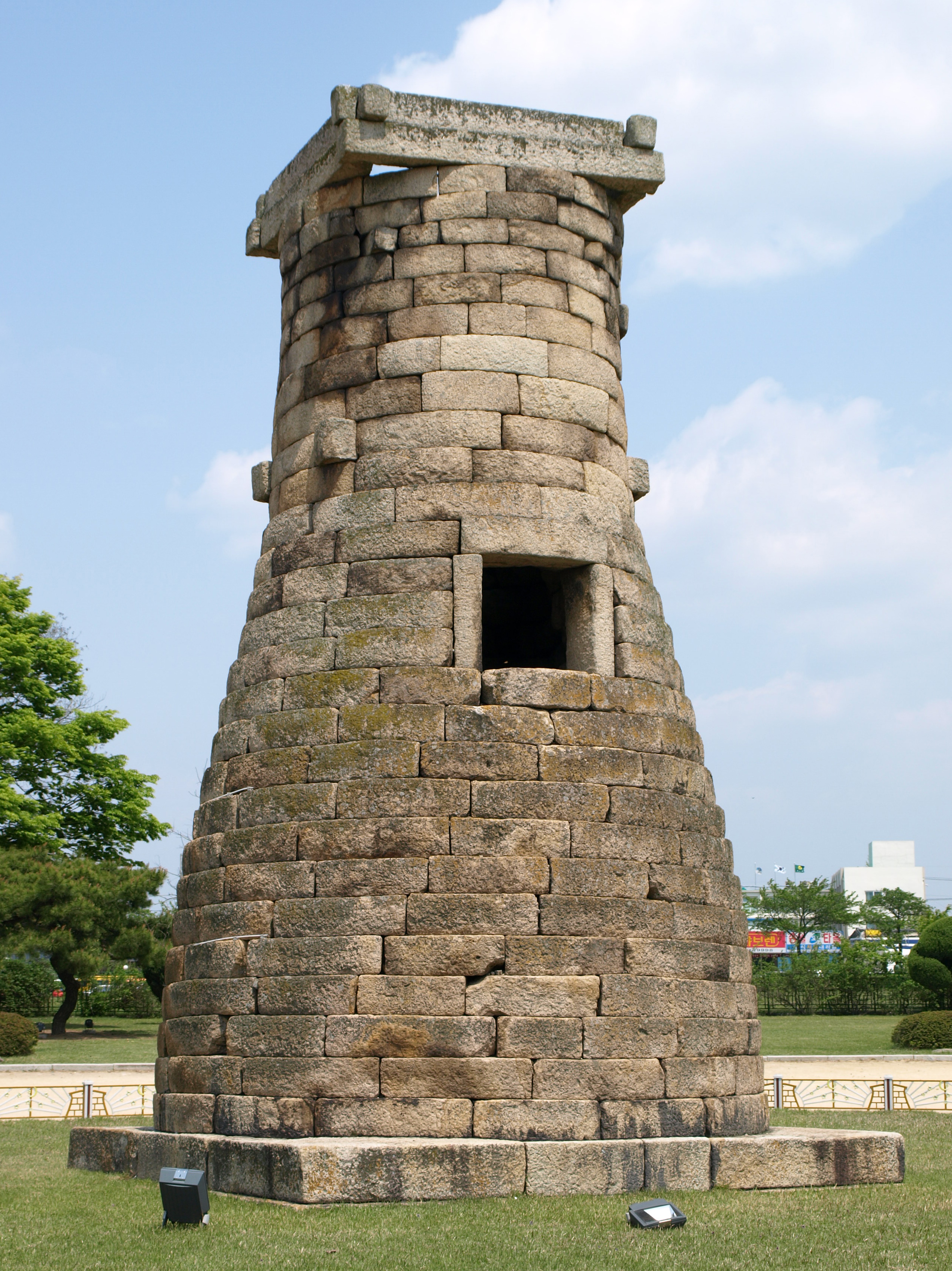
첨성대

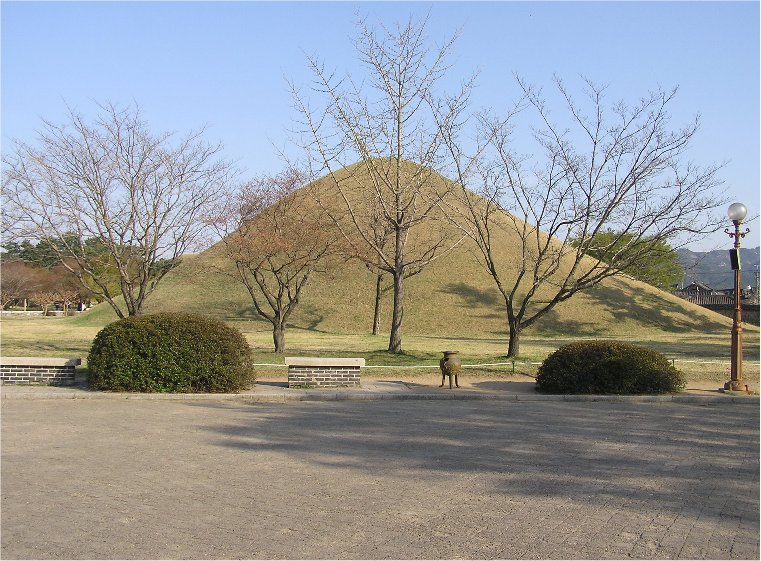
천마총

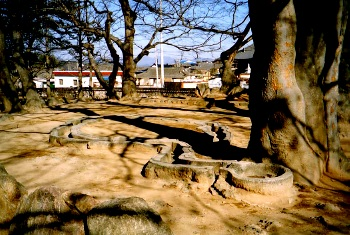
포석정

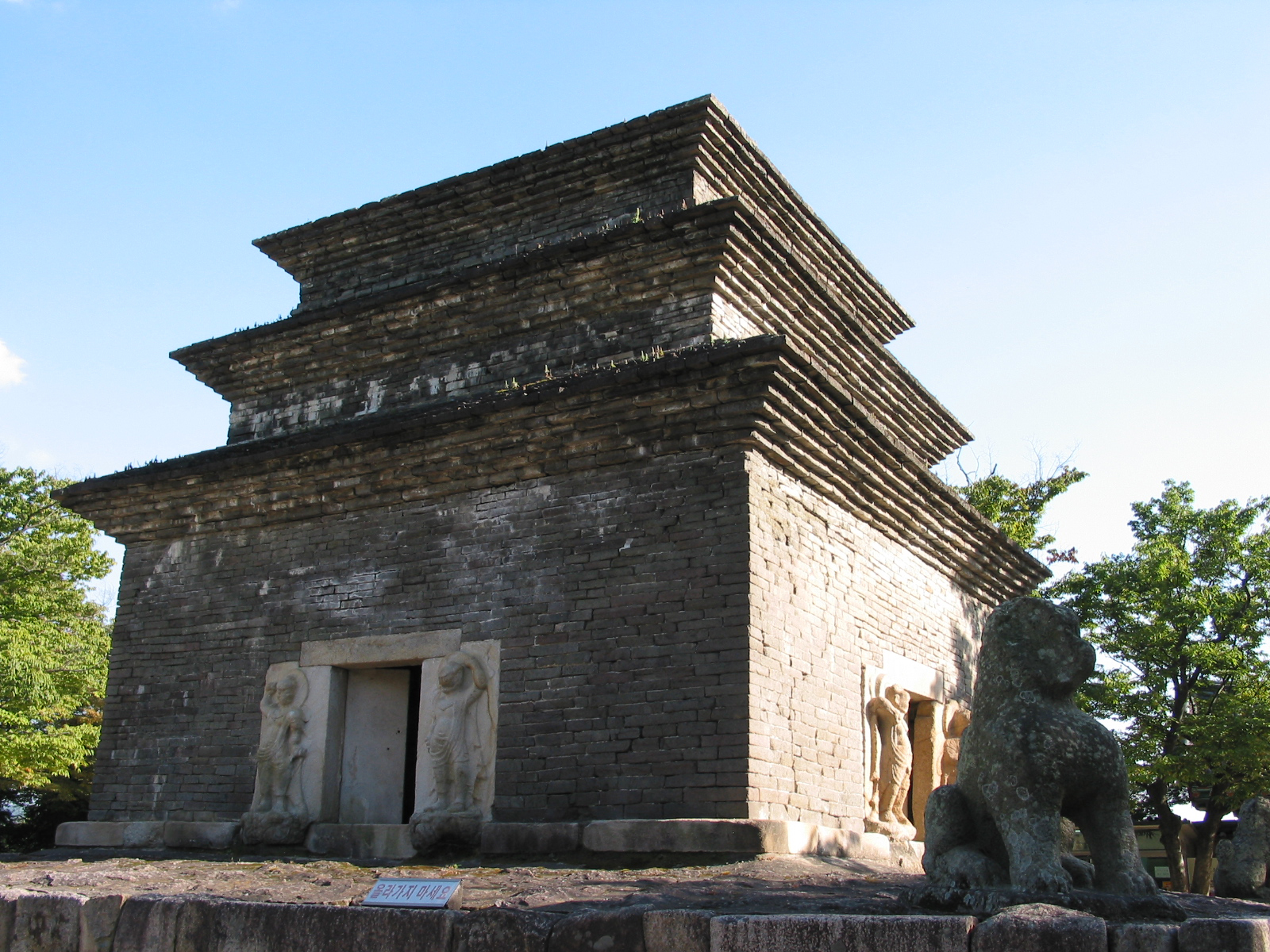
분황사

2010년 5월 15일부터 5월 16일까지 제4차 한·중·일 외교장관 회의 가 열렸고, 같은 해 7월 31일에 하회마을과 함께 양동마을의 유네스코 세계문화유산 등재가 확정되었다. 같은 해 9월에 제30차 유엔식량농업기구 아태지역 총회, 10월에 G20 재무장관 회의를 참석하였다. 2011년 4월에 세계태권도선수권대회를 개최하였다.
- 양동마을 - 강동면 양동리에 위치한 조선시대 전통마을이다.
- 경주국립공원 - 경주시의 국립공원이다.
- 보문관광단지 - 행정동 보덕동이자 법정동인 북군·신평·천군동에 위치한 관광 휴양지이다.
  - (경주월드, 신라밀레니엄파크, 경주세계문화엑스포)
- 경주 민속공예촌 - 경주의 민속 공예마을(하동에 위치)
- 황성공원 - 황성동에 위치한 숲·공원·운동시설이다.
- 세심마을 - 안강읍 세심리에 위치한 마을이다.
- 분황사 - 구황동에 위치한 사찰이다.
- 대릉원 - 황남동에 위치한 황남대총 고분군이다.
- 천마총 - 황남동에 위치한 지증왕의 능이다.
- 첨성대 - 인왕동에 위치한 천문대이다.
- 계림 - 인왕동에 위치한 숲이다.
- 반월성 - 인왕동에 위치한 유적이다.
- 안압지 - 인왕동에 위치한 연못이다.
- 황룡사지 - 구황동에 위치한 없어진 사찰이다.
- 나정 - 탑동에 위치한 박혁거세 태어난 소나무숲 및 우물터이다.
- 오릉 - 탑동에 위치한 다섯 명을 배출한 분묘의 능이다.
- 포석정 - 탑동에 위치한 상징하는 건축물이다.
- 불국사 - 진현동에 위치한 사찰이다.
  - 다보탑, 불국사 삼층석탑(석가탑)
- 석굴암 - 진현동에 위치한 토함산 중턱 석굴 사찰이다.
- 장항리사지 - 문무대왕면 장항리에 위치한 절터이다.
- 태종무열왕릉비 - 서악동에 위치한 능비이다.
- 포석정 - 배동에 위치한 상징하는 건축물이다.
- 황리단길 - 사정동과 황남동에 위치한 거리이다. 식당, 카페, 기념품상점, 게스트하우스 등의 밀집된 거리다.

### 문화 시설
사정동에 있는 서라벌문화회관은 시내에서 유일한 예술 공연을 위한 공연장이다. 그러나 무대 규모나 관람객 수 면에서 규모가 작아 공연 유치 및 관람객 수에 한계가 있어서 경주시에서는 새 공연장을 열기로 하고, 2010년 11월 6일 시내 북쪽의 황성동에 경주예술의전당을 개장했다.
서라벌문화회관 근처에는 경주평생학습문화센터이 있는데, 이곳에서는 여성들을 위한 강연회나 교육을 실시하여 좋은 반응을 얻고 있다. 보문관광단지 내에 대구가톨릭대학교 기존의 어학원과 연계한 경주영어마을이 조성되었다.

### 도서관
경주에는 도서관 6개 소가 있으며, 공공·읍민 및 대학도서관이 있으며, 다음과 같다.

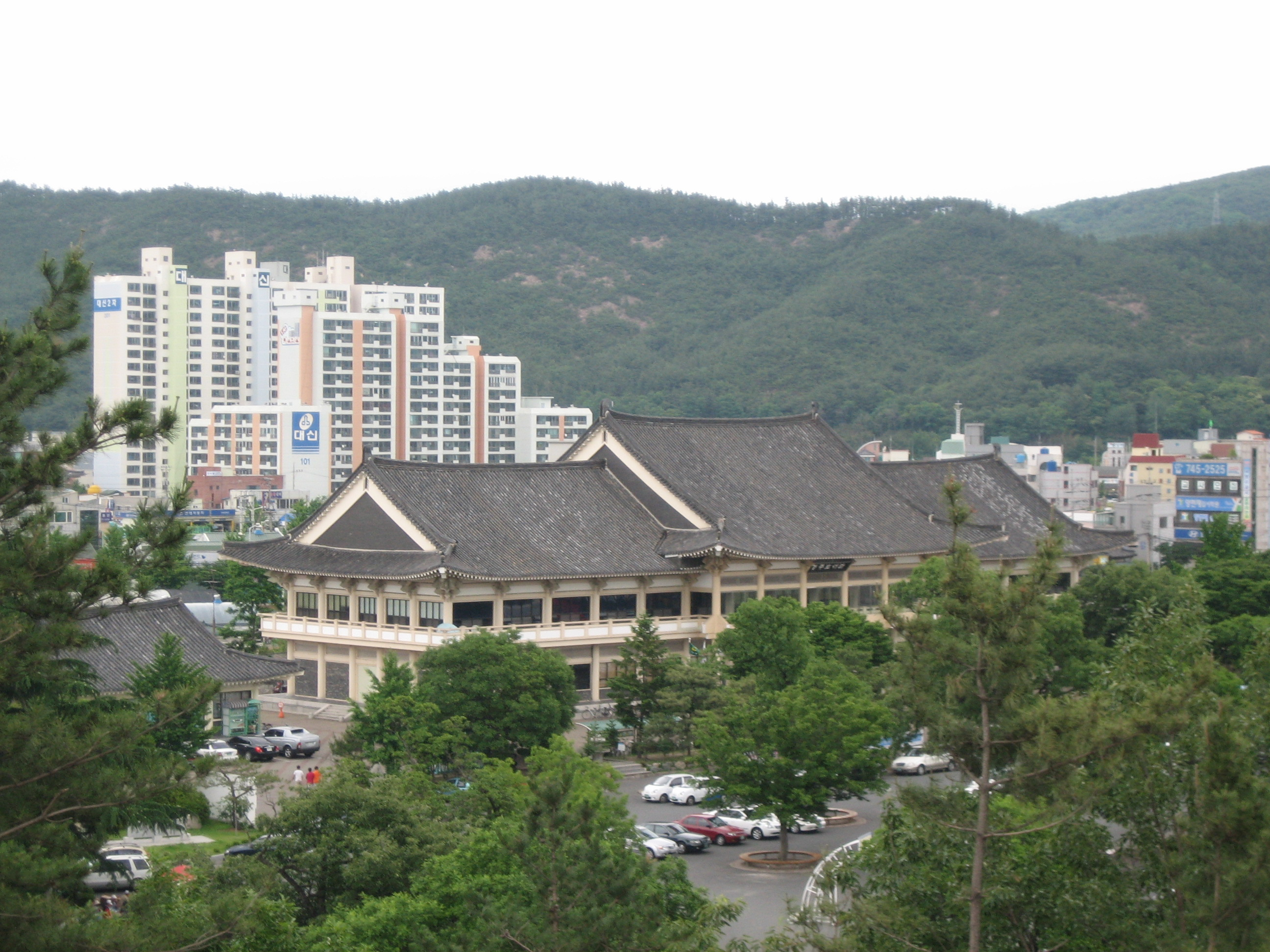
경주시립도서관 본관

- 경주시립도서관 - 경주의 시립 도서관이다. (황성·사정동에 위치)
- 감포읍민도서관 - 감포읍에 위치한 공공 도서관이다.
- 건천읍민도서관 - 건천읍에 위치한 공공 도서관이다.
- 외동공공도서관 - 외동읍에 위치한 공공 도서관이다.
- 안강읍민도서관 - 안강읍에 위치한 공공 도서관이다.
- 송화도서관 - 충효동에 위치한 공공 도서관이다.
- 동국대학교 경주도서관 - 경주시의 대학 도서관이다. (석장동에 위치)
- 신경주대학교 중앙도서관 - 경주시의 대학 도서관이다. (선도동에 위치)

### 박물관

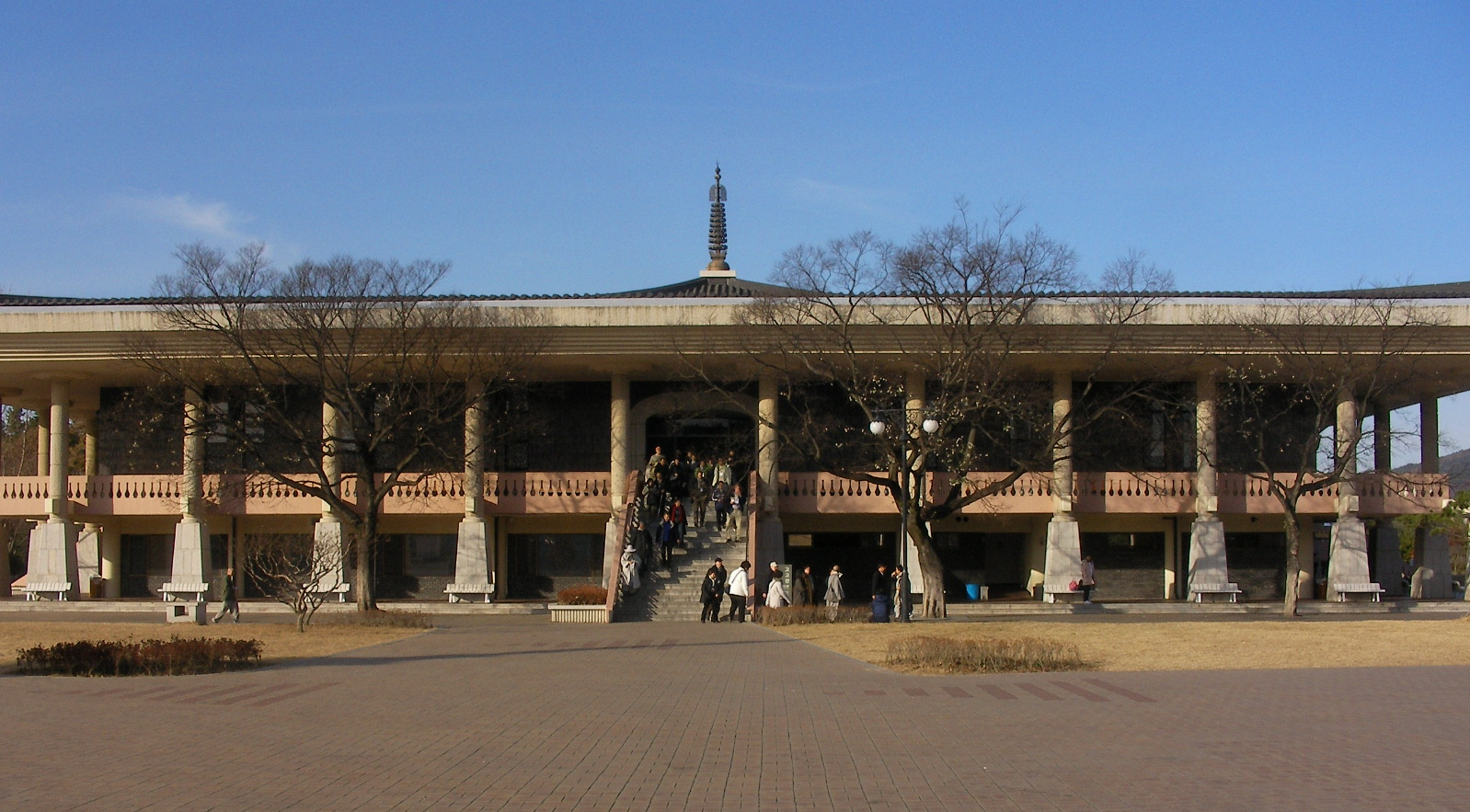
국립경주박물관

경주에는 박물관 4개 소가 있으며, 다음과 같다.
- 국립경주박물관 - 경주의 국립 박물관이다. (인왕동에 위치)
- 신라역사과학관 - 민속공예촌 중의 하나로 과학 박물관이다. (하동에 위치)
- 경주오르골소리박물관 - 경주IC휴게소 옆 소리 박물관이다. (율동에 위치)
- 동국대학교박물관 - 경주시의 대학 박물관이다. (석장동에 위치)

### 언론
신문사는 지역 신문인 황오동에 위치한 경주신문과 동천동에 위치한 서라벌신문이 주간지로, 대구·경북 지역인 황성동에 위치한 경북신문이 일간지가 발행한다. 대학 신문인 신경주대학보, 동대신문, 위덕대신문 등이 있다. 방송사는 경주, 청도, 영천, 경산 지역인 성건동에 위치한 LG 헬로비전 신라방송이 있다.

### 행사
2011년 기준으로 경주에서 열리는 축제이다.
| 행사명                    | 개최일시                                     | 내용                                      | 비고 |
| ------------------------- | -------------------------------------------- | ----------------------------------------- | ---- |
| 코오롱 고교구간마라톤대회 | 매년 3월말 또는 4월초 토요일                 | 마라톤 꿈나무 육성                        |      |
| 경주 벚꽃 마라톤 대회     | 매년 4월초 토요일                            | 경주 벚꽃 우수성 홍보                     |      |
| 신라도자기축제            | 매년 4월중                                   | 도자기 우수성 홍보                        |      |
| 안압지 상설공연           | 매년 4월말부터 10월말까지                    | 전통국악, 현대음악, 퓨전공연, 대중가수 등 |      |
| 봉황대 뮤직스퀘어 행사    | 매년 5월초부터 10월초까지 (매주 금요일 저녁) |                                           |      |
| 시민의 날 행사            | 매년 6월 8일                                 | 시민화합한마당                            |      |
| 경주버섯축제              | 매년 9월중                                   | 경주버섯 홍보, 버섯 소비 촉진             |      |
| 신라문화제                | 매년 10월초                                  | 개막제, 길놀이, 줄다라기 등               |      |
| 경주 국제 마라톤          | 매년 10월중 일요일                           | 국제 마라톤 도시 홍보                     |      |

## 경제
생산 취업 인구 중 농업 인구와 서비스 부문에 종사하는 인구가 많은데, 이를 농업 도시로서의 성격과 관광지로서의 지위가 높은 것을 보여 주고 있다. 경지 면적은 전체 면적의 약 19%로 적으나, 도시 근교 농업과 축산업이 발달했다. 특히 촉성 재배(참외·토마토)는 전국적으로 유명하며, 서울을 비롯하여 주요 도시에 많은 양을 공급한다.
관광 도시이기 때문에, 자연히 서비스업의 비중도 높다. 외지인을 상대하는 관광업으로 얻는 수입이 지역 경제의 많은 부분을 차지하고 있다.
형산강이 합류하는 경주 분지에 자리잡은 경상북도 남부 지역의 문화재 중심지 역할을 수행하였다. 공업보다는 농업과 서비스업의 비중이 높은 도시며, 공업 지역은 주로 시 외곽의 울산광역시 혹은 포항시 경계와 가까운 쪽에 있다.

### 농업과 광업
경지 면적 25,763.1㏊ 중에서 논 17,659㏊, 밭 8,104㏊로서 논이 훨씬 많다. 주요 농산물은 쌀·콩·채소·사과·감·소·닭 등이다.
광업의 경우 갈탄의 매장이 있고 고령토·불석·규조토를 비롯 납석 광선도 생산한다. 이 지방 특산물인 법주는 외국인에게도 잘 알려져 있고, 제면·유기:특산물, 공업에 있어서도 가내 수공업으로 유기·창호지·무명·베죽·제품 등과 수산 가공업으로 한천·통조림 등이 있다. 용강공단에는 약 67개 공장이 입주해 있다. 월성군(현:경주시)에서 생산되는 창호지는 경주지로 알려져 있다.

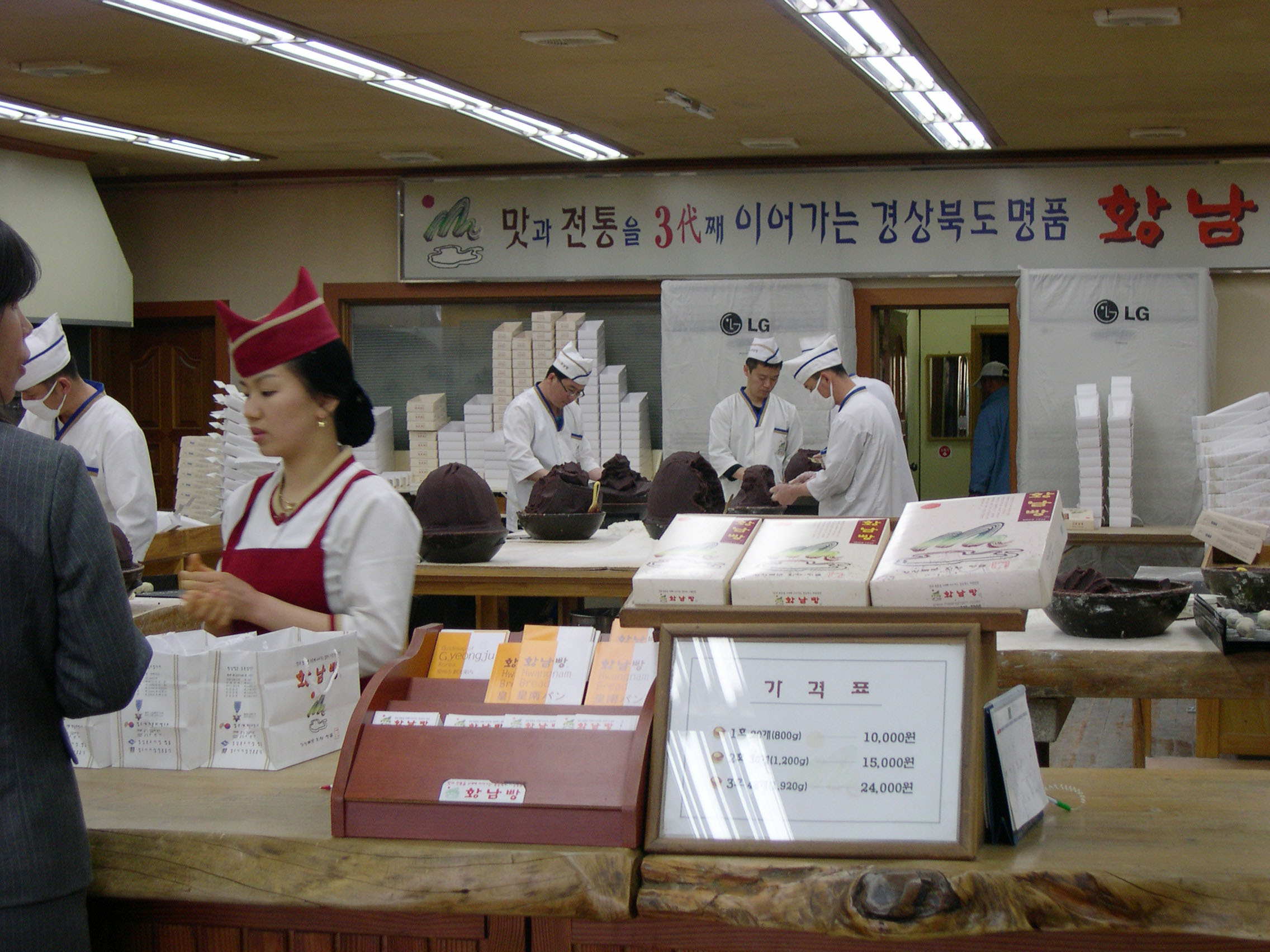
경주의 명물 황남빵

특산물로는 황남빵·교동법주-감포-멸치젓·감포미역·안강찰토마토·산내더덕·감포전복·신라토기·모조금관·기마인물토기·은잔·두산명주·서라벌향수·넥타이 등이 유명하다.

### 서비스업
관광업이 지역 경제의 핵심이기 때문에, 경주의 경제 구조에서 가장 큰 비중을 차지하는 것이 서비스 분야다. 경주에서 가장 오래된 재래시장은 경주공설시장(중앙시장)과 옛 경주역 건너편의 성동시장 등이 시내 한복판에 있다. 그 외의 건천, 감포, 안강, 불국사 등지에도 시장이 존재한다. 2001년 11월에 경주 최초의 대형 할인마트인 홈플러스 경주점이 용강동에 열렸다. 개점 당시 홈플러스 경주점이 문화유적지에서 상업 시설을 짓는데 따르는 법적 제한이 많고, 상권이 작아서 슈퍼스토어형 모델 점포로 지어졌으며 주차장은 지상 1층에 연결되어 있다.
시중은행 가운데 경주시에 지점 · 출장소를 둔 은행은 신한은행 (경주·경주법원·동국대 WISE캠퍼스)· SC제일은행 · 하나은행 · 우리은행 · KB국민은행 (경주) · 중소기업은행 · iM뱅크 (경주·경주시청·황성·용강)이 있다. 농협은 NH농협은행 경주시지부(노동동)와 단위농협 9개(경주, 산내, 동경주, 불국사, 신경주, 양남, 외동, 천북, 현곡)가 있다. 수협은 수협은행이 없고 단위수협인 경주시수협만 있으며, 1개 지점(감포)과 2개 지소(경주 · 황성)가 있다.

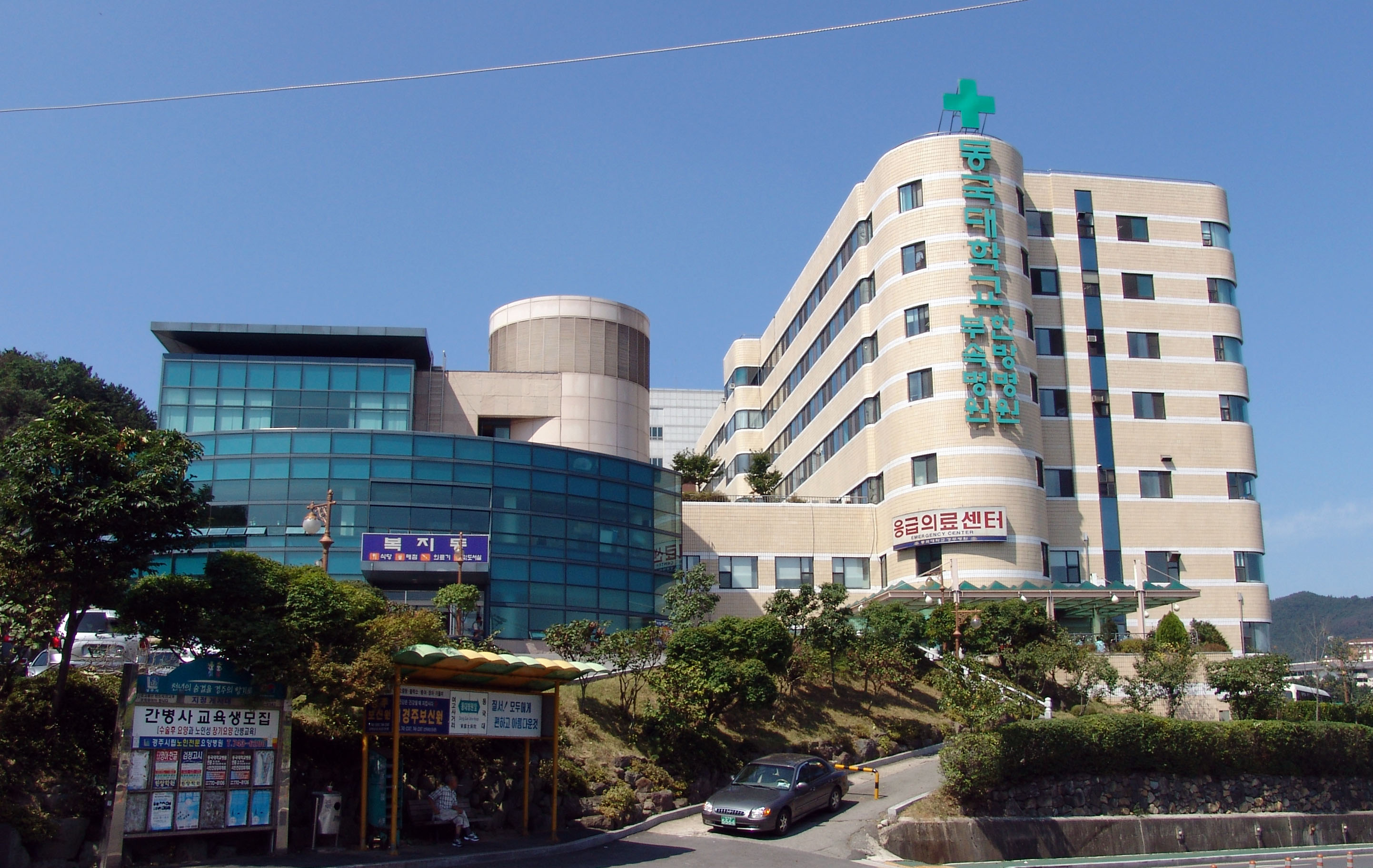
동국대학교 경주병원

경주시에는 인구에 비하여 많은 병·의원이 밀집해 있으며 종합병원 2개소(경주동산병원, 동국대학교 경주병원)가 있다.
| 경주시의 의료시설 현황 (2009년)                                 | 경주시의 의료시설 현황 (2009년) | 경주시의 의료시설 현황 (2009년) | 경주시의 의료시설 현황 (2009년) | 경주시의 의료시설 현황 (2009년) | 경주시의 의료시설 현황 (2009년) | 경주시의 의료시설 현황 (2009년) | 경주시의 의료시설 현황 (2009년) | 경주시의 의료시설 현황 (2009년) | 경주시의 의료시설 현황 (2009년) | 경주시의 의료시설 현황 (2009년) | 경주시의 의료시설 현황 (2009년) | 경주시의 의료시설 현황 (2009년) | 경주시의 의료시설 현황 (2009년) | 경주시의 의료시설 현황 (2009년) |
| 구분                                                            | 종합병원                        | 병원                            | 한방병원                        | 요양병원                        | 의원                            | 치과의원                        | 한의원                          | 합계                            |                                 |                                 |                                 |                                 |                                 |                                 |
| --------------------------------------------------------------- | ------------------------------- | ------------------------------- | ------------------------------- | ------------------------------- | ------------------------------- | ------------------------------- | ------------------------------- | ------------------------------- | ------------------------------- | ------------------------------- | ------------------------------- | ------------------------------- | ------------------------------- | ------------------------------- |
| 건수                                                            | 2개소                           | 13개소                          | 1개소                           | 9개소                           | 114개소                         | 46개소                          | 60개소                          | 245개소                         |                                 |                                 |                                 |                                 |                                 |                                 |
| 병상수                                                          | 526명                           | 1,877명                         | 101명                           | 850명                           | 377명                           | 0명                             | 0명                             | 3,731명                         |                                 |                                 |                                 |                                 |                                 |                                 |
| 의료인력 : 의사 420명, 약사 128명, 간호사 515명, 의료기사 266명 |                                 |                                 |                                 |                                 |                                 |                                 |                                 |                                 |                                 |                                 |                                 |                                 |                                 |                                 |
| 자료 : 꿈과 희망이 있는 도시 경주 - 경주시정 2010               |                                 |                                 |                                 |                                 |                                 |                                 |                                 |                                 |                                 |                                 |                                 |                                 |                                 |                                 |

## 교육
조선시대부터 이 지역에는 경주향교를 비롯해 서악서원, 옥산서원도 있다. 1907년에 개교한 공립 경주보통학교가 있으며, 일제강점기에 여러 재단법인 수봉교육재단 설립의건 인가의 경주공립고등보통학교 가 세워졌다. 1979년 동국대학교 WISE캠퍼스 가 경주 역사상 최초의 대학교로 설립되었다. 1981년 1월 설립자인 김일윤이고, 학교법인 원석학원의 설립하여, 같은 해 3월 경주실업전문대학을 개교했다. 2000년대는 인구의 증가와 함께 학교의 숫자도 늘어나기 시작했으며, 2008년에 금장초등학교와 화랑중학교 등이 세워졌다. 2009년 이후 인구감소로 학생 수가 없어서 강동초등학교 왕신분교장, 전촌초등학교, 오릉초등학교, 왕신분교, 대본초등학교, 화천분교장, 양북초등학교 송전분교장, 의곡초등학교 우라분교장 등이 폐교되었다.
경주 내부의 초등교육인 초등학교는 47개교, 중등교육인 중학교 20개교, 일반계 고등학교 9개교, 특성화 고등학교 11개교가 있다. 대학교와 대학원이 각각 3곳이 있으며 특수학교는 1983년 설립돼 지적장애·지체부자유 학생을 전담하고 있는 경희학교가 있다. 유치원은 총 64곳이 있다.
| 경주시의 학생 · 교직원 현황 (2008년) | 경주시의 학생 · 교직원 현황 (2008년) | 경주시의 학생 · 교직원 현황 (2008년) | 경주시의 학생 · 교직원 현황 (2008년) | 경주시의 학생 · 교직원 현황 (2008년) | 경주시의 학생 · 교직원 현황 (2008년) | 경주시의 학생 · 교직원 현황 (2008년) | 경주시의 학생 · 교직원 현황 (2008년) | 경주시의 학생 · 교직원 현황 (2008년) | 경주시의 학생 · 교직원 현황 (2008년) | 경주시의 학생 · 교직원 현황 (2008년) | 경주시의 학생 · 교직원 현황 (2008년) | 경주시의 학생 · 교직원 현황 (2008년) | 경주시의 학생 · 교직원 현황 (2008년) | 경주시의 학생 · 교직원 현황 (2008년) |
| 유치원                               | 초등학교                             | 중학교                               | 고등학교 (일반계)                    | 고등학교 (전문계)                    | 전문대학                             | 대학교                               | 대학원                               | 기타학교                             | 합계                                 |                                      |                                      |                                      |                                      |                                      |
| ------------------------------------ | ------------------------------------ | ------------------------------------ | ------------------------------------ | ------------------------------------ | ------------------------------------ | ------------------------------------ | ------------------------------------ | ------------------------------------ | ------------------------------------ | ------------------------------------ | ------------------------------------ | ------------------------------------ | ------------------------------------ | ------------------------------------ |
| 2,959명                              | 18,051명                             | 10,137명                             | 5,063명                              | 5,012명                              | 3,137명                              | 19,930명                             | 1,740명                              | 146명                                | 66,175명                             |                                      |                                      |                                      |                                      |                                      |
| 227명                                | 1156명                               | 672명                                | 399명                                | 434명                                | 111명                                | 987명                                | 45명                                 | 63명                                 | 4,094명                              |                                      |                                      |                                      |                                      |                                      |
| 자료 : 경주통계연보                  |                                      |                                      |                                      |                                      |                                      |                                      |                                      |                                      |                                      |                                      |                                      |                                      |                                      |                                      |

## 스포츠
| 리그명     | 팀명                | 창단연도 | 홈 경기장      |
| 내셔널리그 | 경주 한국수력원자력 | 2003년   | 경주시민운동장 |

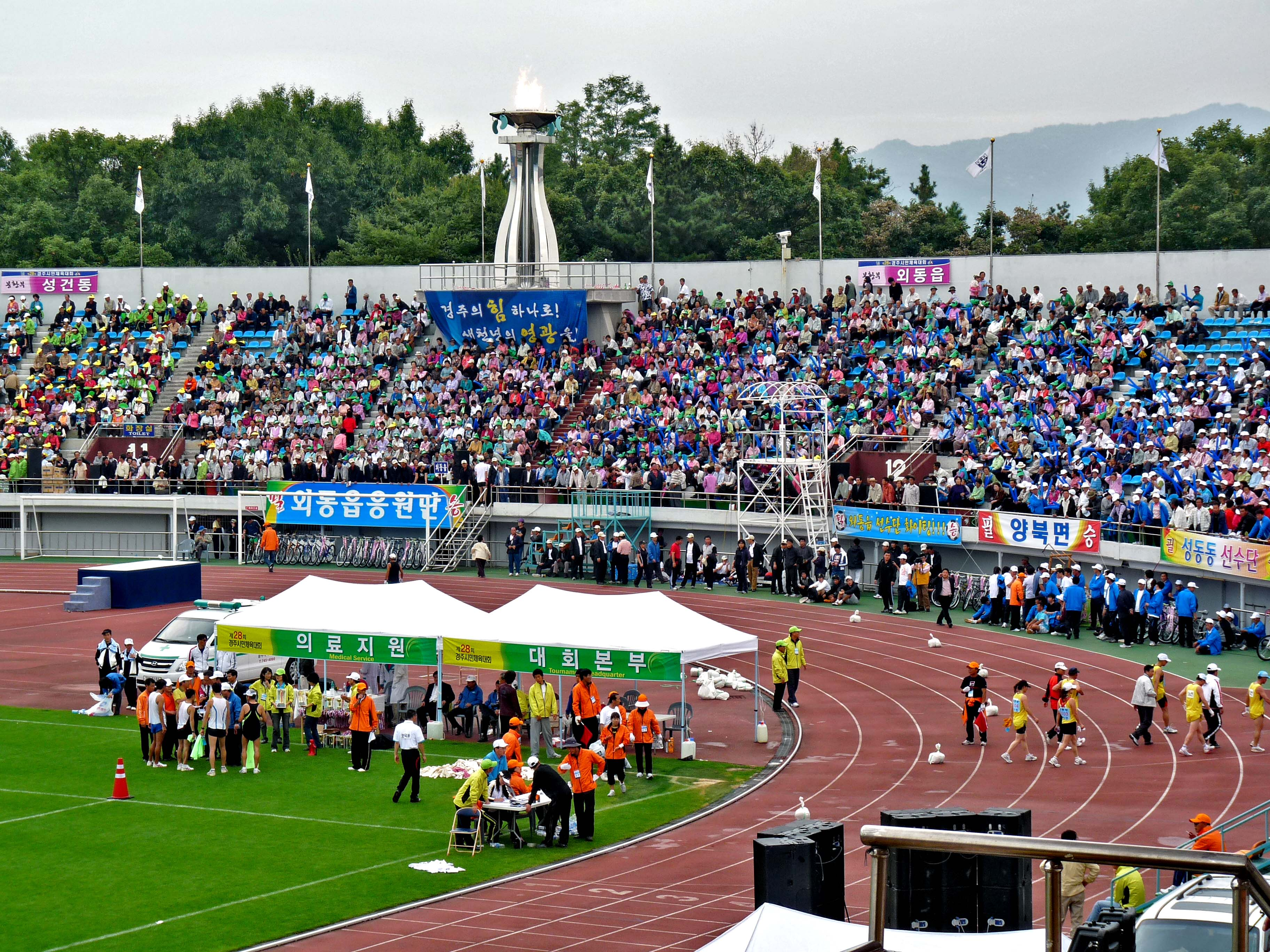
2008년 10월 10일 경주시민운동장에서 열린 제28회 경주시민체육대회의 모습

2007년을 기준으로 경주시는 공공체육시설로 2개의 종합경기장, 2개의 실내체육관, 2개의 테니스장, 1곳의 수영장 등을 갖추고 있다.
울창한 소나무 숲으로 에워싸인 황성동 황성공원은 1,022,350m2의 면적 내에 각종 공공체육시설을 구비한다. 과거 이곳은 신라시대 때 풍수사상에 따라 인공적으로 조성된 숲인 독산에서 유래하며, 화랑들의 훈련장이자 각종 놀이가 행해진 여가 활동장이었다. 왕들의 사냥터으로 이용되기도 하였는데, 특히 제26대 진평왕이 즐겨 찾던 곳이었다.
황성공원은 1975년 도시근린공원으로 지정되었으며, 종합경기장인 경주시민운동장과 7개의 축구장으로 구성된 축구공원과 1개의 풋살구장, 1개의 실내체육관, 전통스포츠를 위한 국궁장인 호림정과 1500명의 관객을 수용할 수 있는 씨름장 등이 각각 있다. 게이트볼장과 인라인스케이트를 탈 수 있는 연습장을 갖추고 있으며, 산책로를 따라 산책하거나 자전거를 타고 돌 수 있다.
경주시민운동장은 1982년에 개장하였으며, 약 2만명의 관객을 수용한다.  이 곳에서 2005년 5월 7일부터 이틀간 ‘제4회 여성부장관기 전국여성 축구대회’가 열리기도 하였다. 한편 경주시민운동장에서 매년 동아경주마라톤대회가 매년 10월 중순 일요일에 열린다.
2008년에 경주시민축구단이 창단하였고, 매년 8월 초중순에는 화랑대기 전국 초등학교 축구대회가 열린다.
코오롱 구간 마라톤 대회는 매년 3월 말에 열린다.
경주시는 대한민국에 4개의 여자 필드 하키 실업팀 중 하나인 경주시청 하키 팀의 연고지로, 안강운동장 하키장에서 훈련하고 있다. 경주시청 여자하키팀은 1984년에 창설되었으며, 경주시의 체육청소년과가 관할한다. 하키팀의 창단 이후 약 10년 성적부진으로 인해 해체 위기를 맞기도 하였으나, 점차 성적이 개진되어 2000년도에는 종별선수권 대회와 전국체전에서 우승을 차지하였다. 2002년 8월을 기준으로 그해 1번과 우승과 3번의 준우승의 성적을 거두었다. 2008년 8월 제51회 전국종별하키선수권대회서 우승을 거두으며, 그해 3월 2008년 전국춘계남여하키대회와 6월 협회장기 전국하키대회에서 각각 3위 등을 차지하였다.

## 교통

### 철도 교통
시 남서부 외곽지인 건천읍 화천리에 경주역이 있으며, 2010년 11월 1일 경부고속선 2단계 전용선 구간 개통과 함께 영업을 시작했다. 유네스코의 권고에 따라, 도심을 통과해 왔던 동해선과 중앙선 철도를 문화재 보호 차원에서 시 남서쪽 외곽의 건천읍 화천리의 경부고속선 신 경주역으로 이전했다.
또한 성동동에 있었던 기존 구 경주역으로 다녔던 철로가 문화재와 인접한 지역으로 지나갔기 때문에, 유네스코의 권고로 중앙선과 동해선을 이설하면서 신 경주역으로 통합했다. 이에 따라 기존 성동동 경주역은 2021년 12월 28일에 폐역됐으며, 철도교통 체계를 정리하는 과정에서 모량역도 이전하여 경부고속선(건천연결선), 동해선, 중앙선의 신호장으로 개편했다. 성동동 옛 경주역 시내버스 정류장은 "경주성동시장"으로 정류장명을 변경했다.
그 외에 건천역이 폐역과 함께 아화역과 통합되고, 구 서경주역을 나원역과 통합한 후 폐역하면서 나원역이 서경주역으로 역명을 바꿨다.
- 중앙선
  - (영천시) ← 아화역 - 동해선 연결
- 동해선
  - (포항시) ← 안강역 - 서경주역 - 경주역 → (울산광역시 북구)
- 경부고속선
  - (대구광역시 동구) ← 경주역 → (울산광역시 울주군)

### 버스 교통

경주고속터미널

#### 고속버스·시외버스
고속터미널과 시외터미널은 모두 노서동에 있다. 2021년 12월 1일에는 터미널 남쪽의 강변로가 경주 나들목 근처의 나정교까지 형산강변로로 연결되어 고속/시외버스의 나들목 진출입이 더욱 편리해졌다.
대부분의 노선은 직통 노선이지만, 이 가운데 수도권방면 노선은 일부 포항이나 대구, 부산을 경유하기도 한다.
- 고속버스 : 서울, 광주, 목포
- 시외버스 : 포항, 울산, 영천, 대구서부, 북대구, 구미, 김천, 문경, 안동, 밀양, 동대구, 부산, 진주, 제천, 안산, 인천, 동서울 등 충청남도를 제외한 전 지역.

#### 시내버스
시내·좌석버스는 85개의 노선, 169대를 운행하고 있다.
그 외에 울산시내버스가 외동읍 모화리까지, 포항시내버스가 감포읍, 안강읍, 강동면까지, 영천시내버스가 서면 아화리까지 운행한다.

### 도로 교통

#### 고속 도로
- 경부고속도로() : (영천시) ← 건천 나들목 - 경주 나들목 → (울주군)
- 동해고속도로 : (포항시) ← 동경주 나들목 - 남경주 나들목 → (울주군)

그 외에는 새만금포항고속도로가 강동면을 통과하지만, 면 내에 나들목은 없다. 경주시를 직접 지나가는 고속도로는 아니지만, 영천상주고속도로가 개통하면서 수도권으로 가는 거리가 대폭 단축됐다.

#### 일반 도로
- 일반국도
  - 국도 제4호선 : (영천시 북안면) ← 서면 - 건천읍 - 경주시 - 외동읍 - 문무대왕면 - 감포읍
  - 국도 제7호선() : (울산광역시 북구) ← 외동읍[46] - 경주시 - 천북면 - 강동면 → (포항시 연일읍)
  - 국도 제14호선 : (울주군 범서읍) ← 외동읍 - 문무대왕면 → (포항시 오천읍)
  - 국도 제20호선 : (청도군 운문면) ← 산내면 - 건천읍 - 현곡면 - 안강읍 - 천북면 - 강동면 → (포항시 연일읍)
  - 국도 제28호선 : (영천시 고경면) ← 안강읍 - 강동면 → (포항시 연일읍)
  - 국도 제31호선 : (울산광역시 북구) ← 양남면 - 문무대왕면 - 감포읍 → (포항시 장기면)
  - 국도 제31호선 : (포항시 연일읍) ← 강동면 → (포항시 기계면)
  - 국도 제35호선 : (영천시 북안면) ← 서면 - 건천읍 - 경주시 - 내남면 → (울주군 두서면)
- 국가지원지방도
  - 국가지원지방도 제68호선 : (포항시 신광면) ← 강동면 - 안강읍 - 현곡면 - 경주시

### 항공 교통
경주시에는 공항이 없고, 포항경주공항, 울산공항을 통해 김포나 제주와 연결된다. 중국·일본·동남아시아방면 항공편을 이용하려면 대구국제공항이나 김해국제공항을 이용해야 하고, 장거리 국제선을 이용하려면 인천국제공항으로 올라가야 한다. 경주시외버스터미널에서 김해국제공항으로 가는 리무진버스가 40~60분 간격으로 운행하며, 울산행 시외버스(불국사·입실 경유)가 울산공항을 경유한다. 인천국제공항으로 가는 버스는 1일 4회 운행한다.

### 기타
대한민국에서 유일하게 경운기 전용 도로가 설치되어 있다.
관내에는 택시요금 할증구역 표지판이 있다.

## 경주 8색
- 화랑 적색(赤) ■
- 불국 홍색(紅) ■
- 서라벌 황색(黃) ■
- 남색 녹색(綠) ■
- 동해 청색(青) ■
- 첨성 자색(紫) ■
- 금관 금색(金) ■
- 삼국 흑색(黑) ■

## 공공 기관
- 경주시청
- 한국전력공사 경주지사
- 한국수력원자력 본사
- 한국원자력환경공단 본사
- 포항지방노동청 포항지청
- 경주고용지원센터
- 한국도로공사 경주지사
- KT 경주지사
- KT&G 경주지사
- 대구지방국세청 경주세무서

법무부 소속기관
- 대구지방법원 경주지원
- 대구지방검찰청 경주지청
- 대구지방교정청 경주교도소
- 법무부 경주보호준법센터

경찰서·소방서
- 경주경찰서
- 경주소방서

우체국
- 경주우체국

의료기관
- 계명대학교 경주동산병원
- 동국대학교 경주병원
- 경주굿모닝병원
- 한마음병원
- 경주시립노인전문병원
- 경주시보건소

문화시설
- 서라벌문화회관
- 경주시청소년수련관
- 경주예술의전당

체육시설
- 경주시민운동장
- 경주실내체육관
- 경주생활체육공원

방송
- LG헬로비전 신라방송 (경주·영천·경산·청도 전 지역)

신문
- 경주신문
- 서라벌신문

공공 법인
- 경주상공회의소

## 갤러리

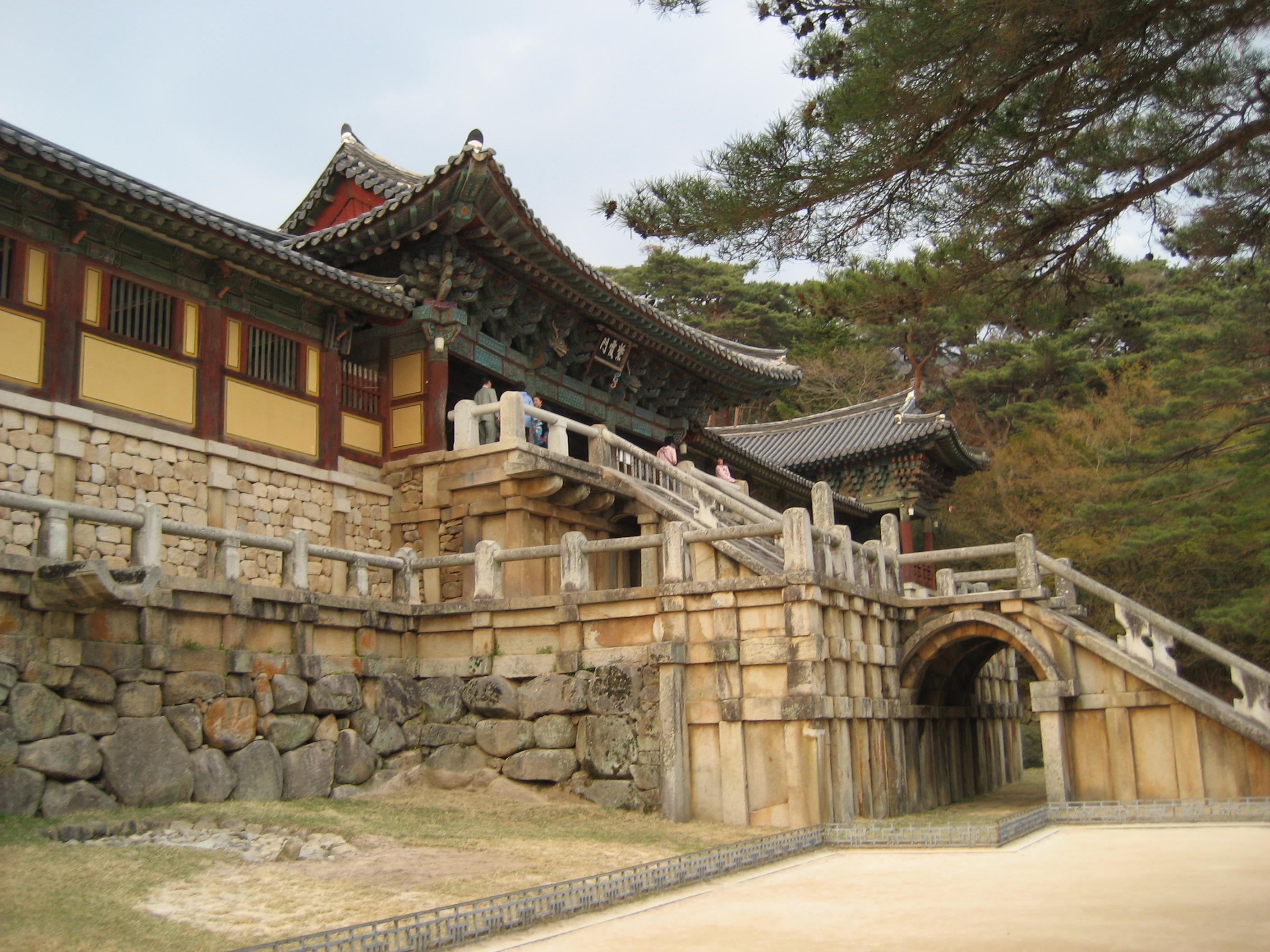
불국사
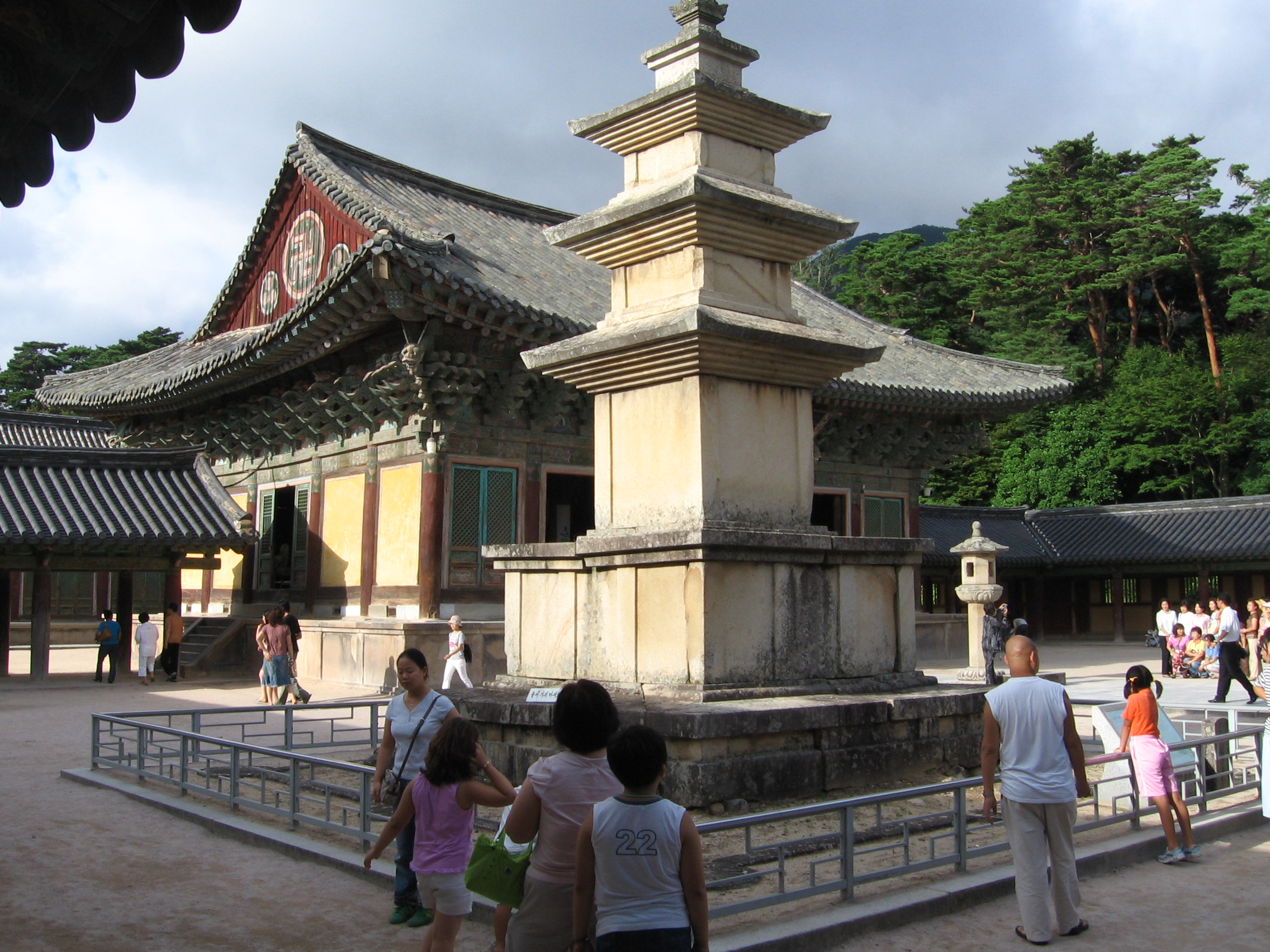
불국사 삼층석탑(석가탑)
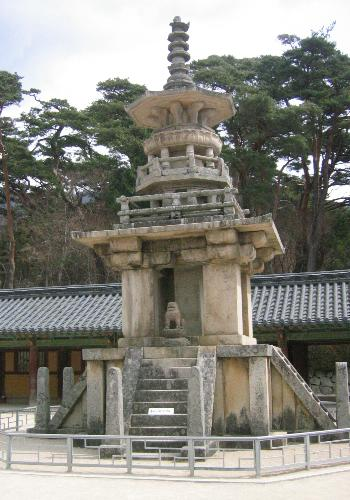
다보탑
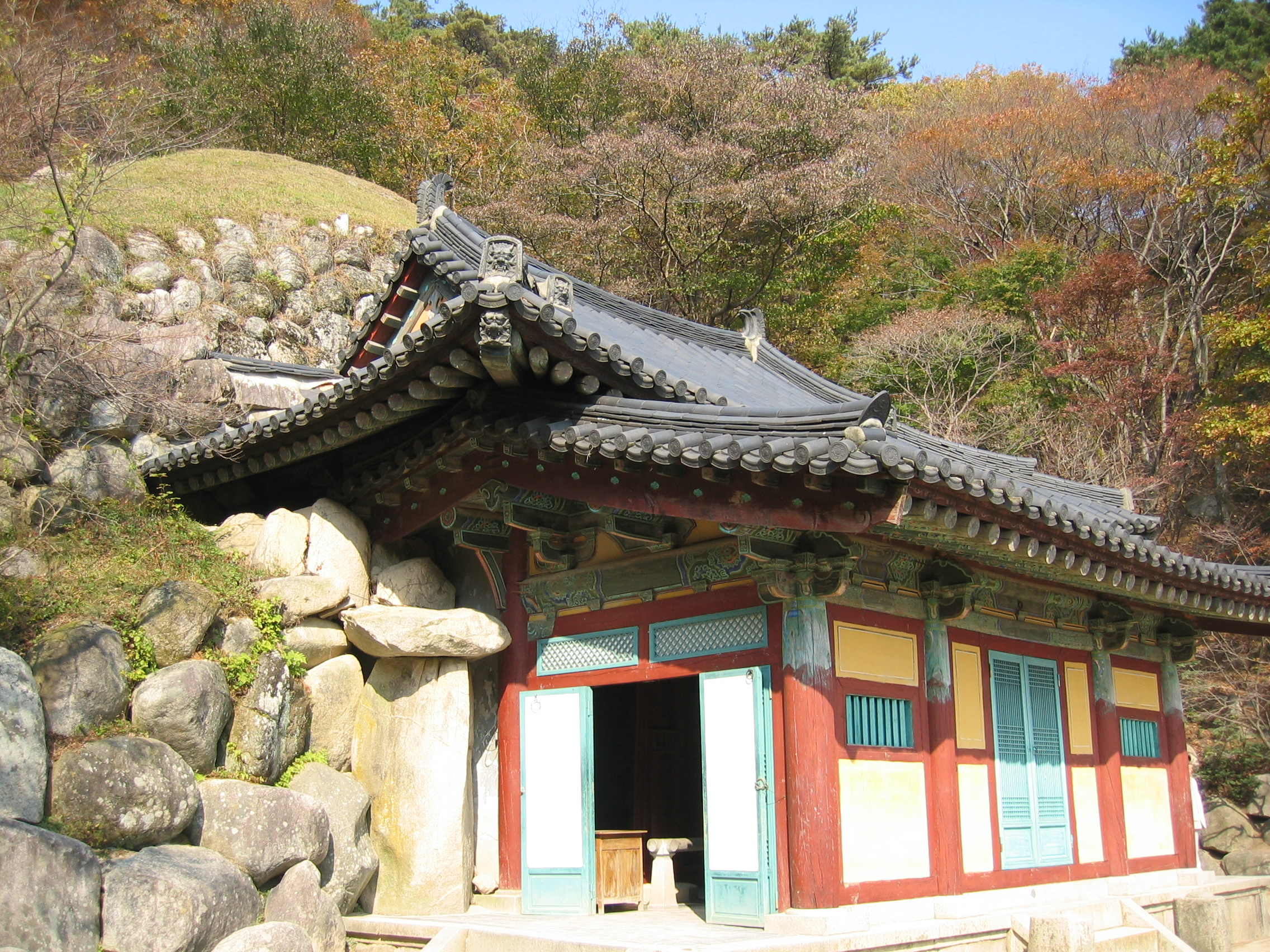
석굴암 절터
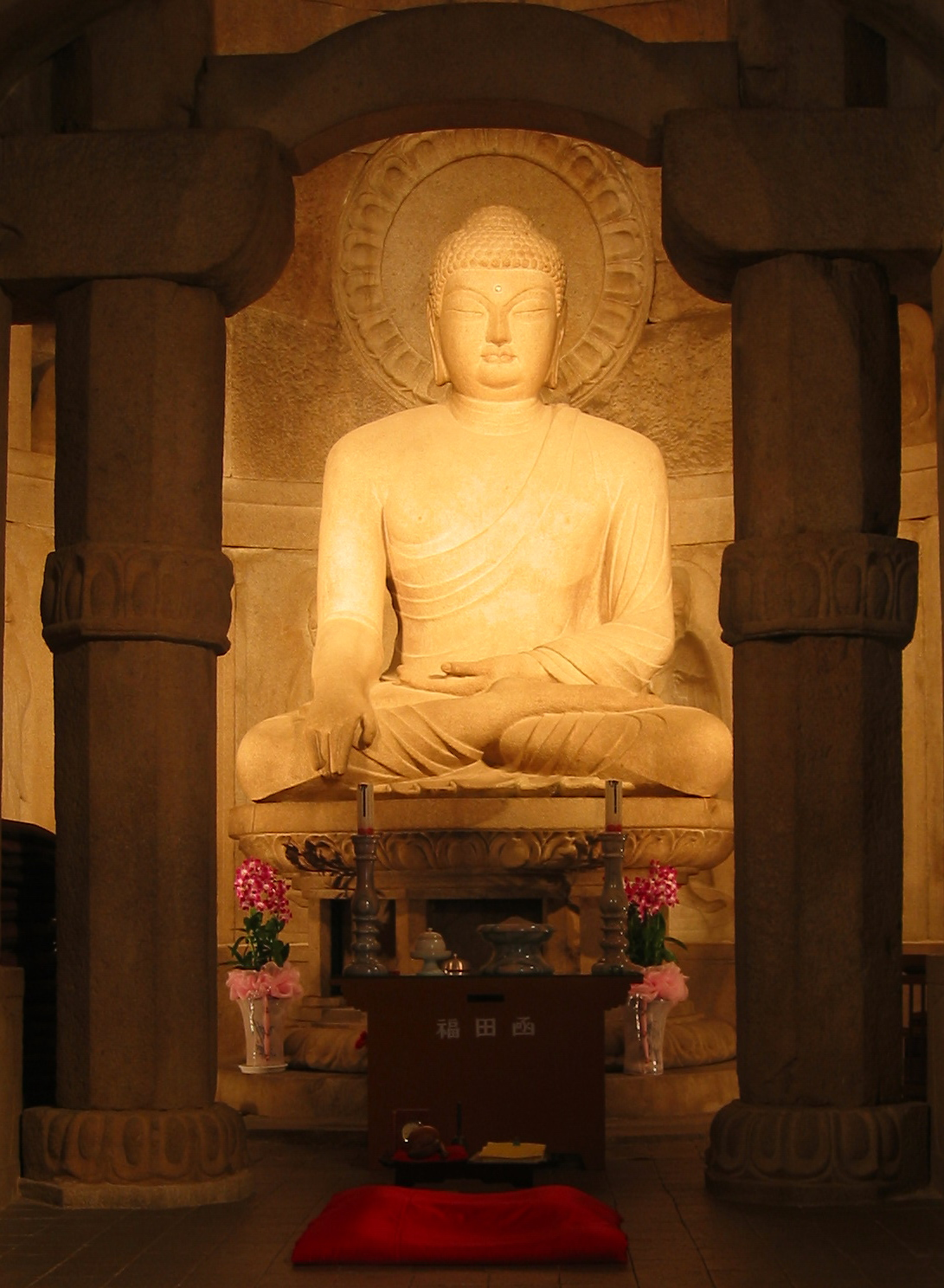
석굴암 석굴
경주 최씨고택
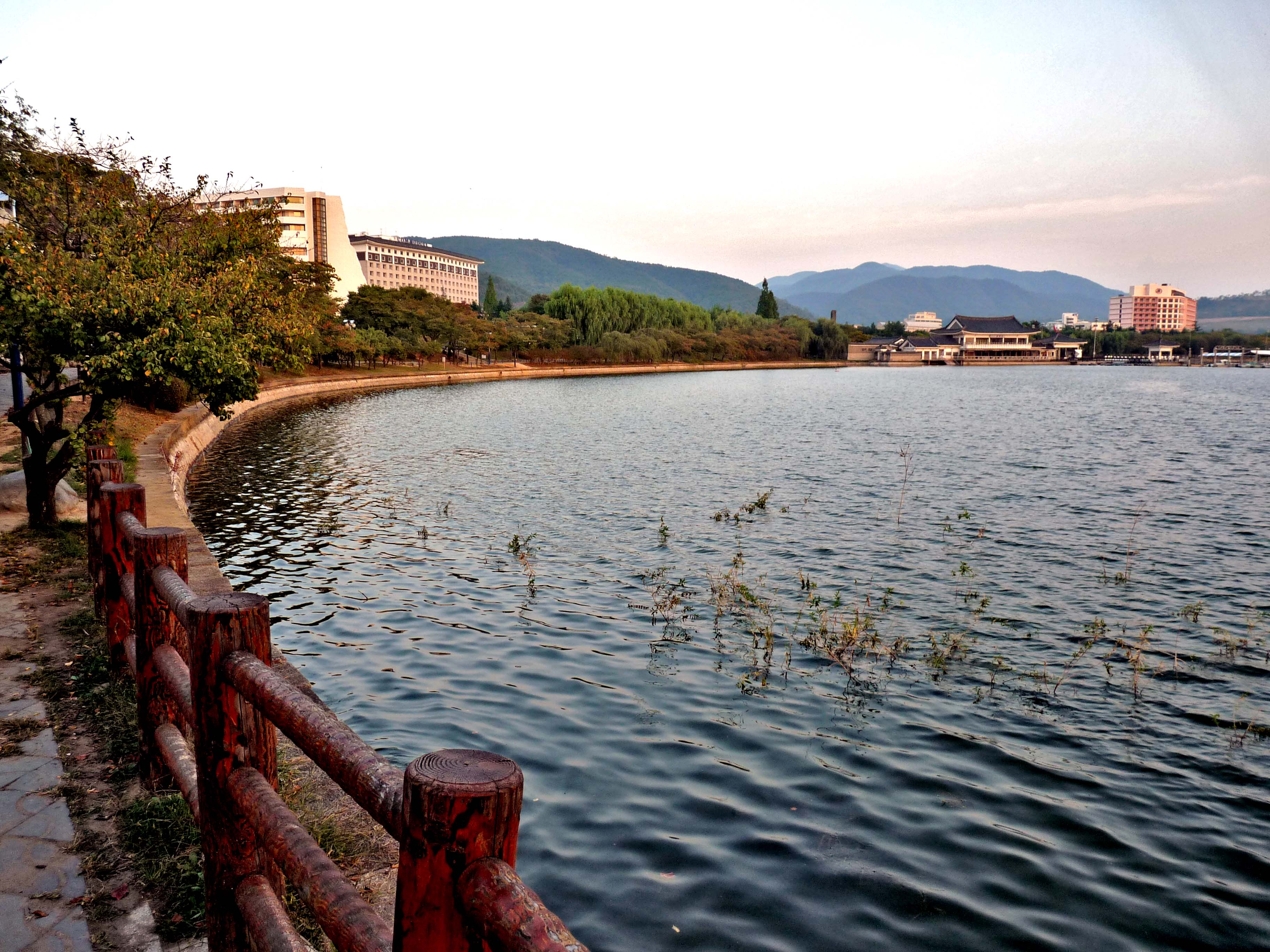
보문관광단지호수
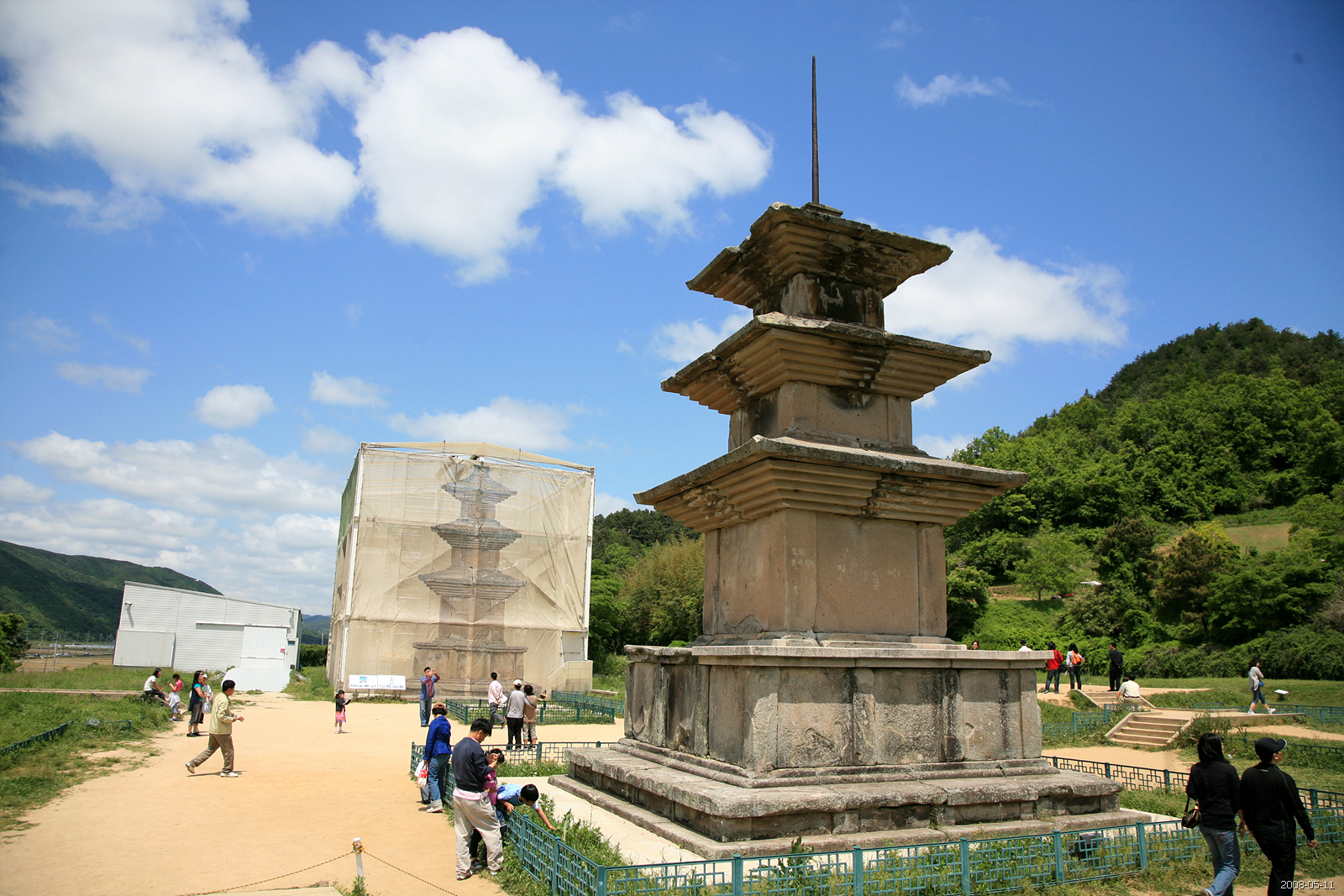
감은사지 삼층석탑
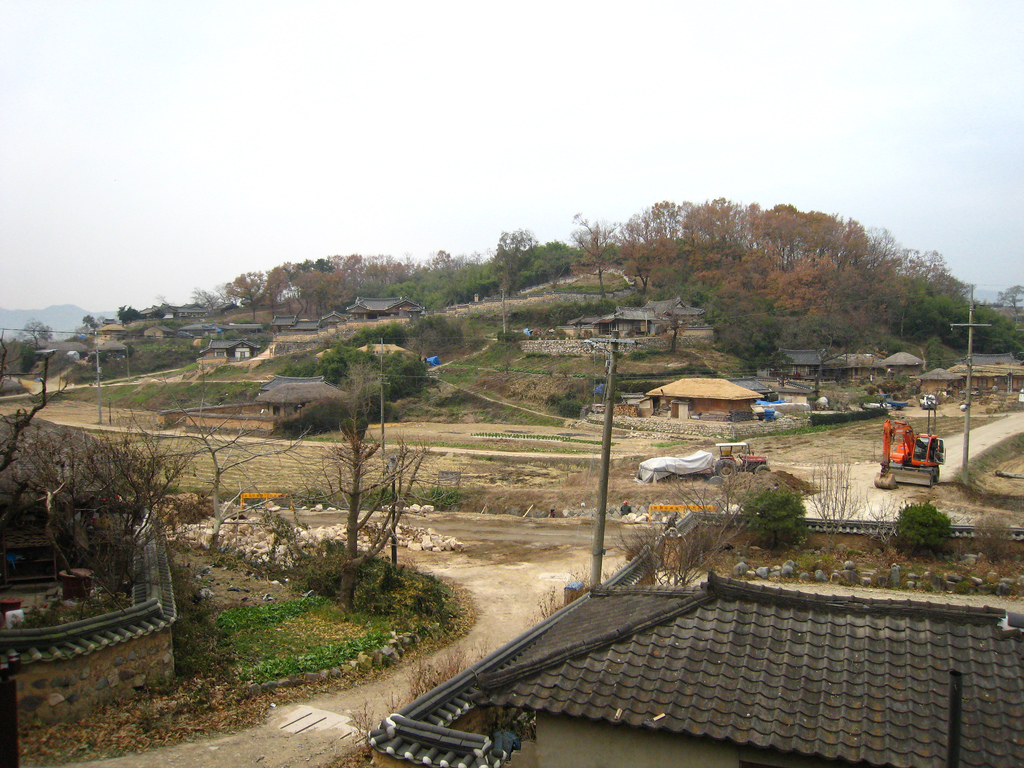
양동마을
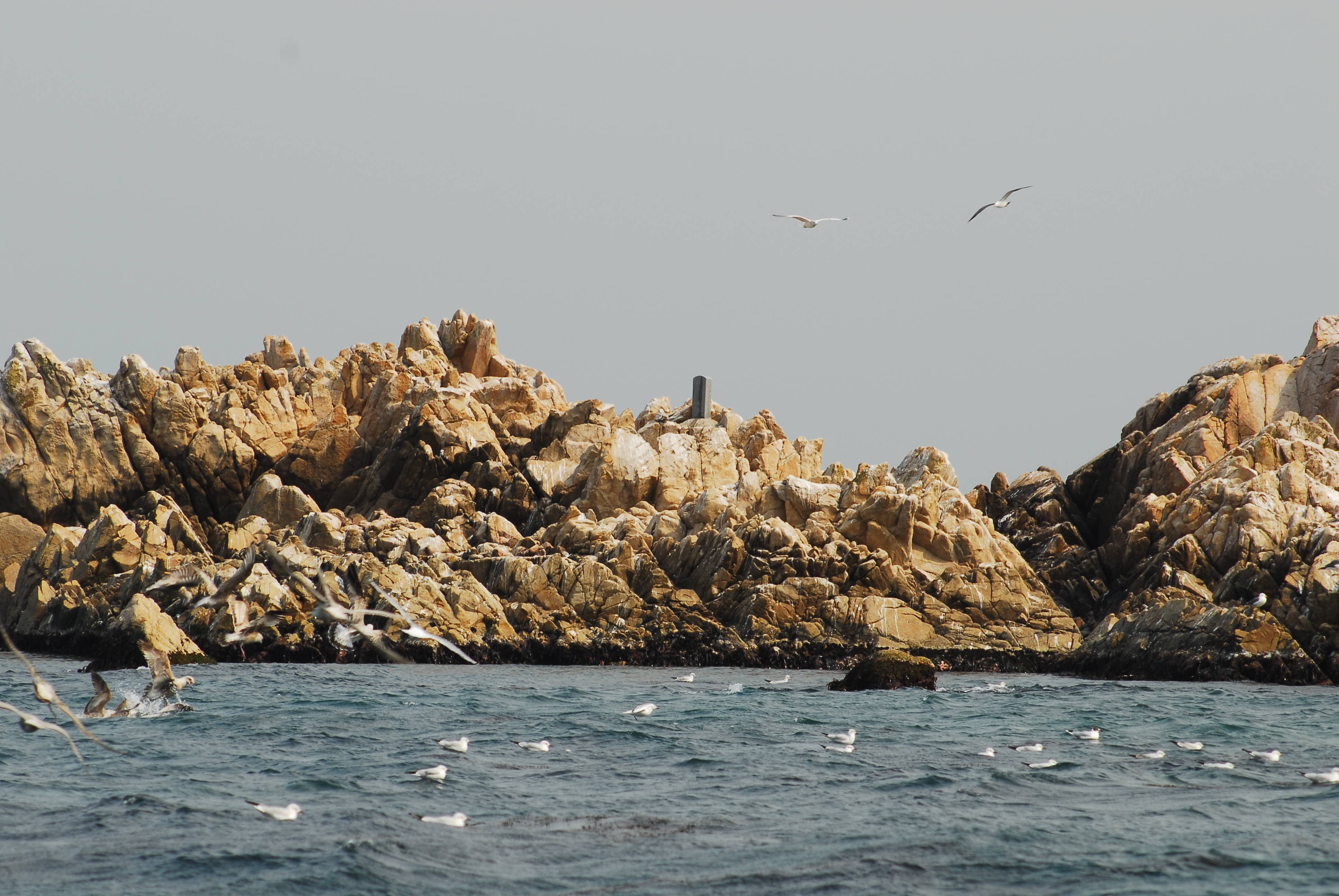
문무왕릉
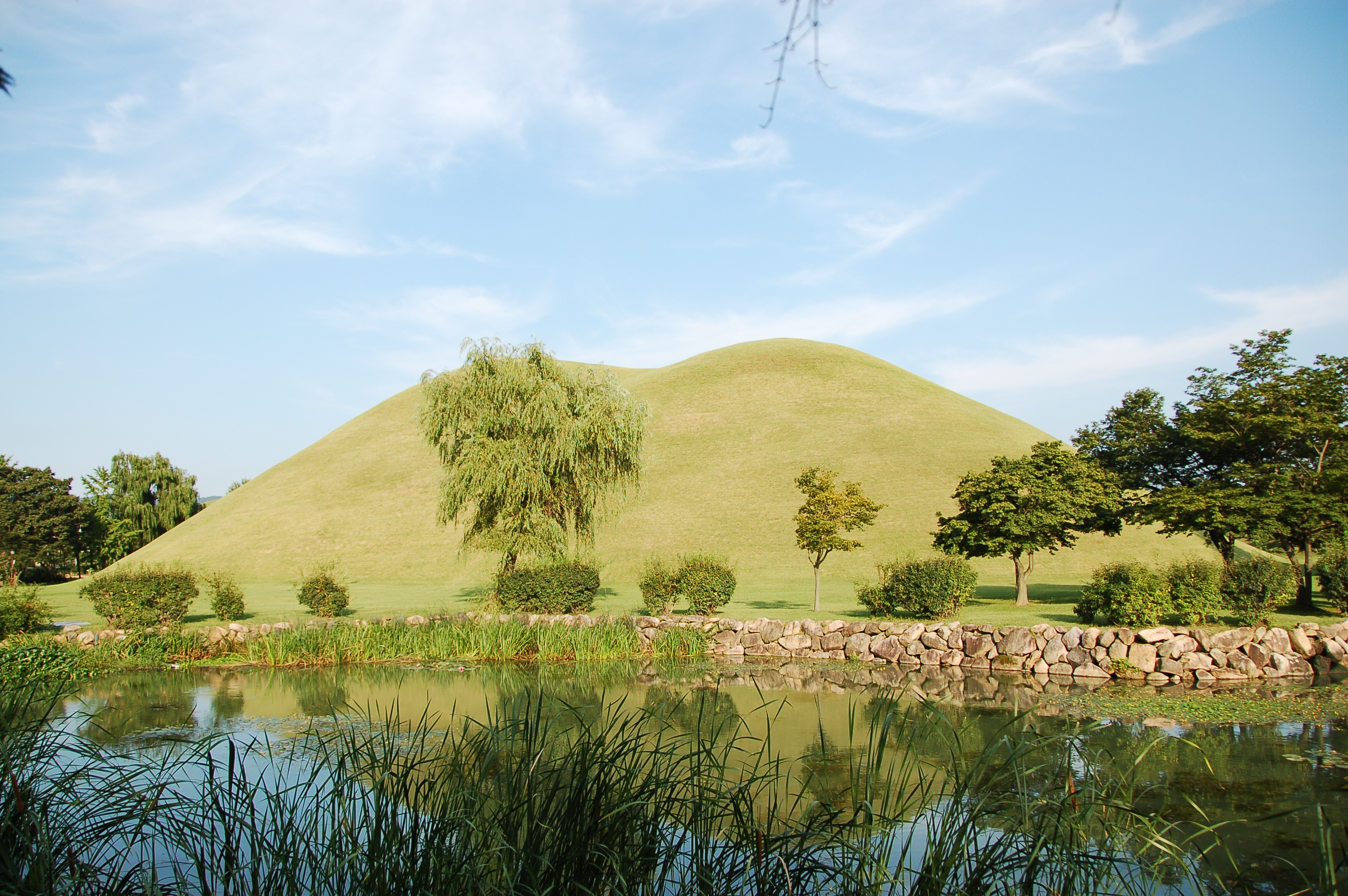
대릉원
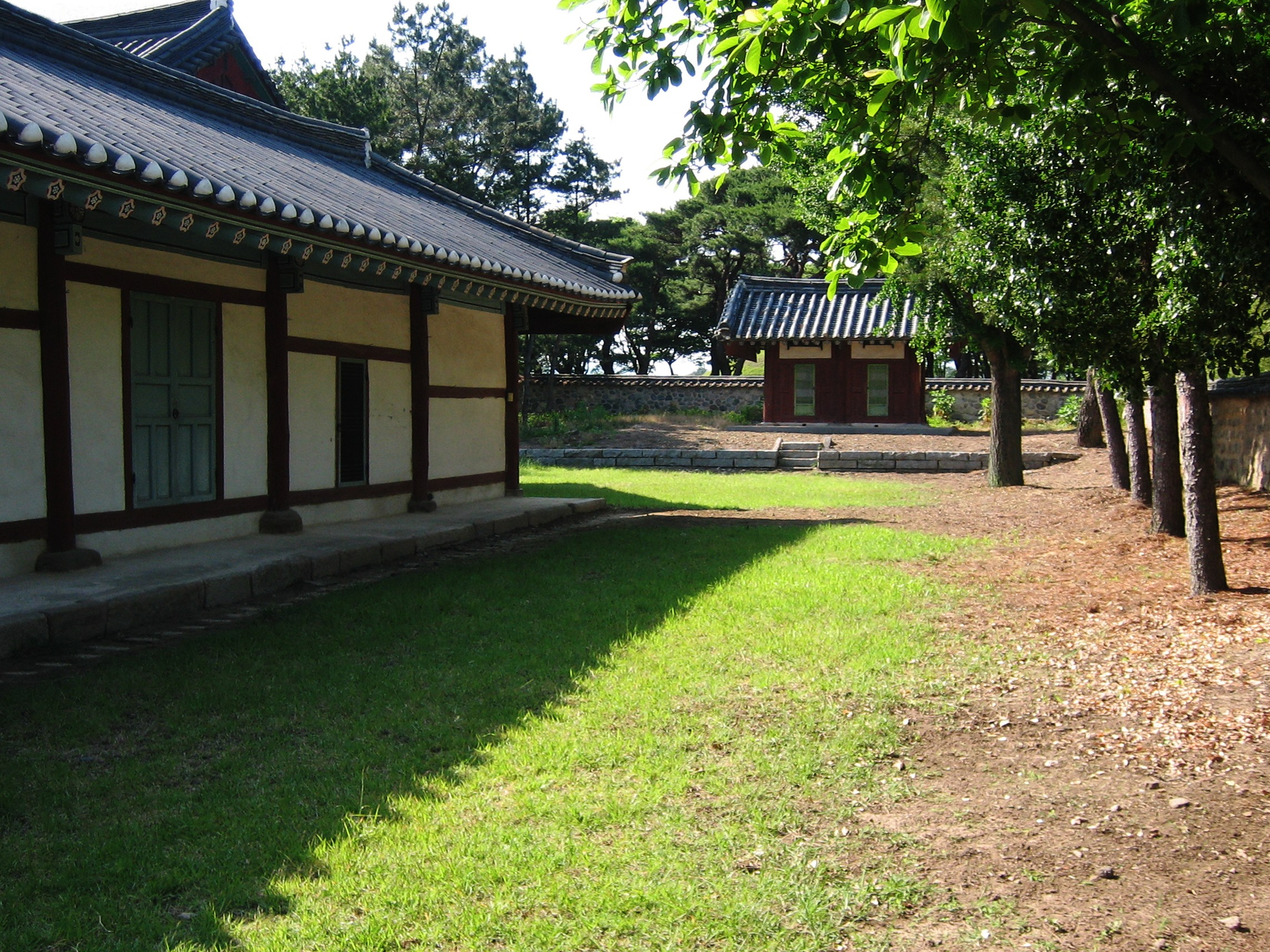
경주향교
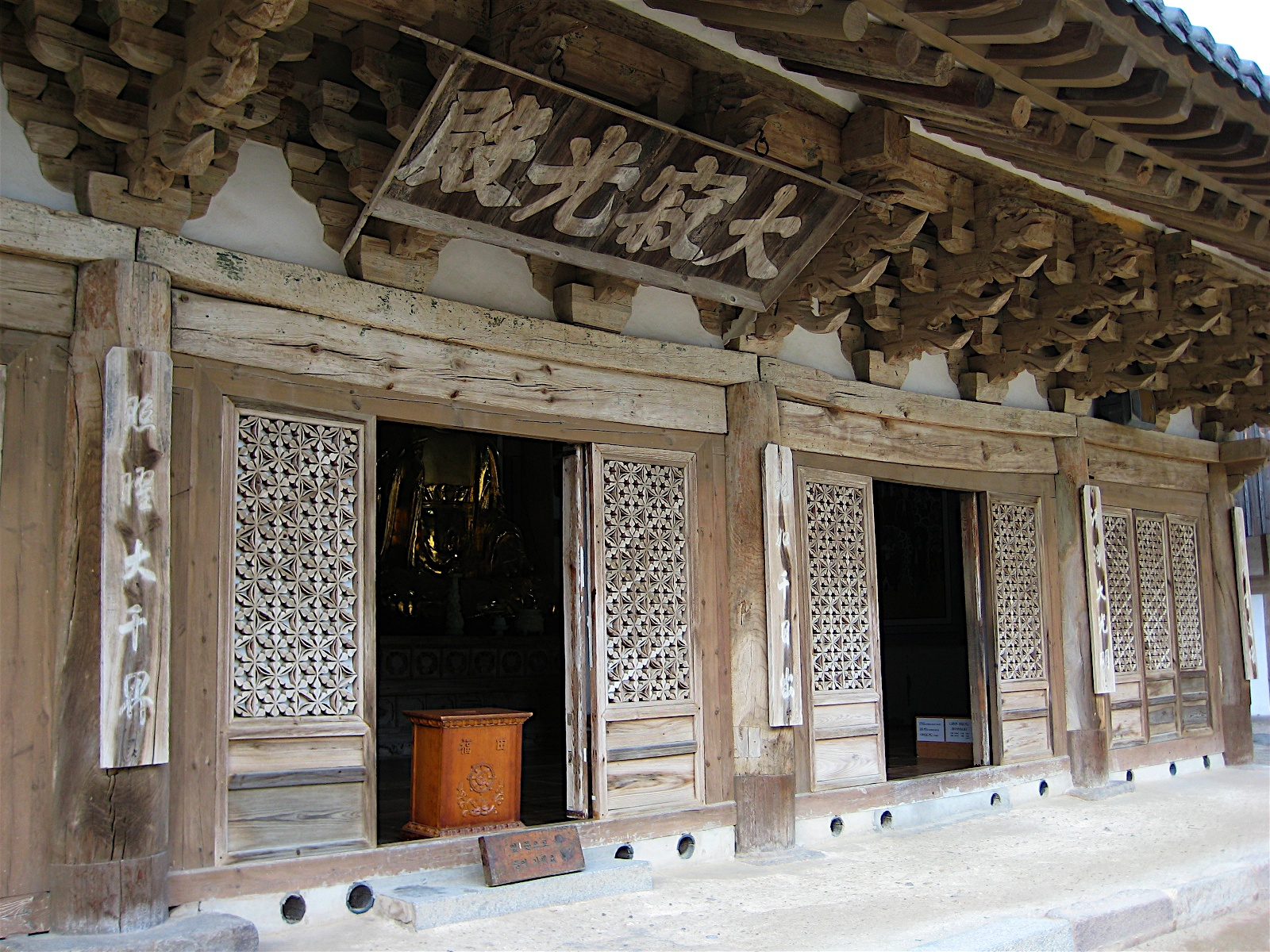
기림사
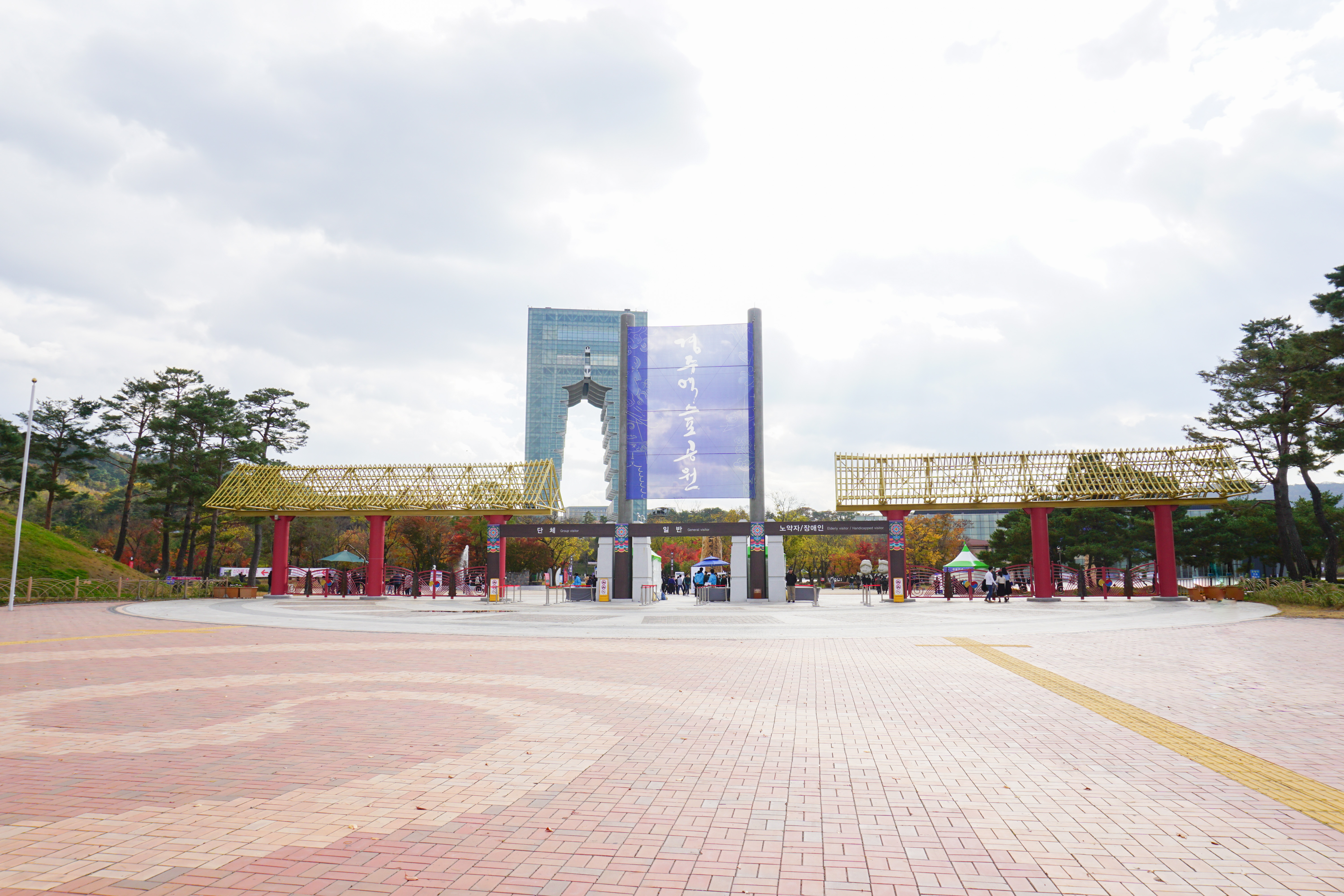
경주타워
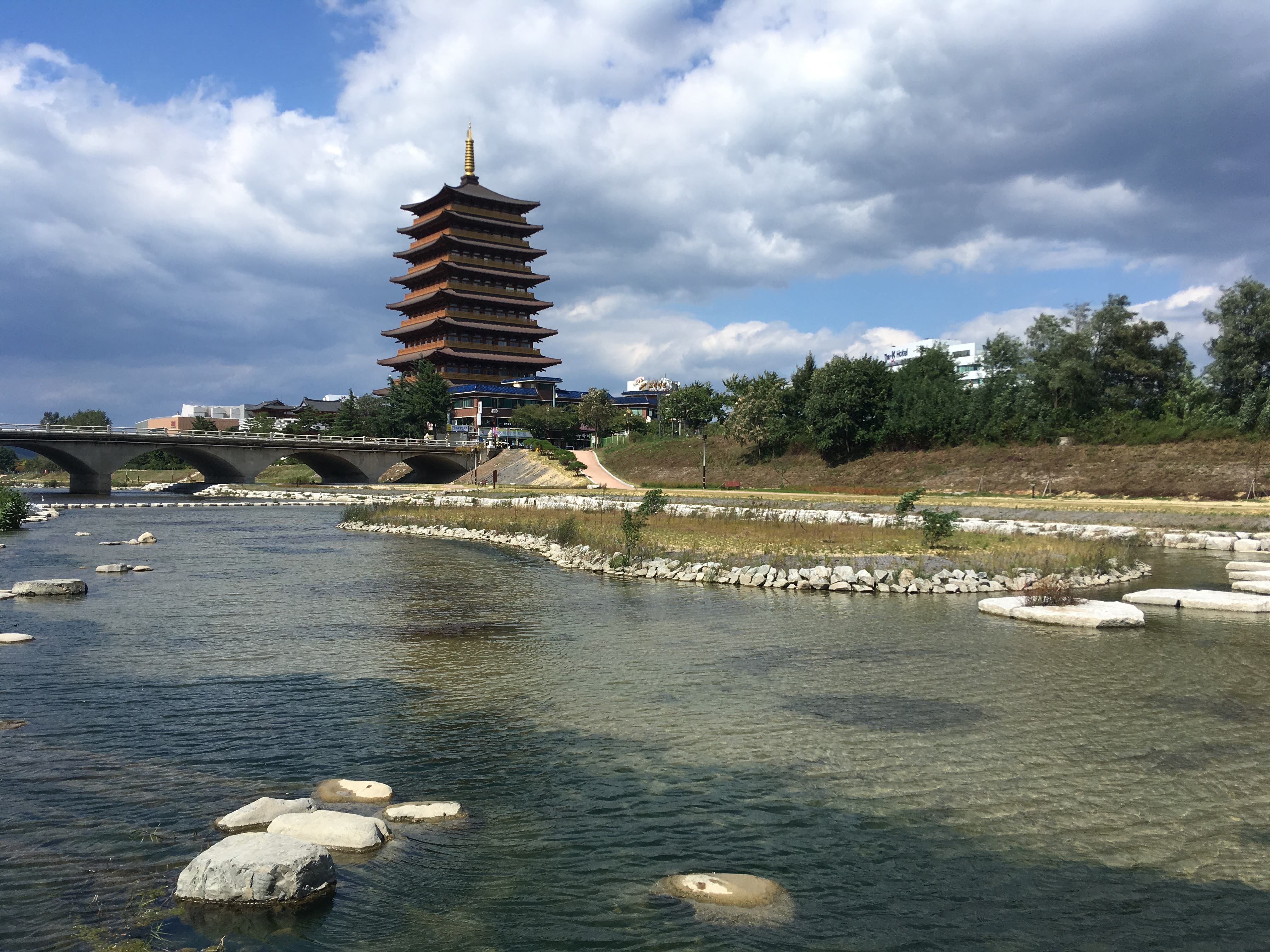
중도타워

## 자매 도시
경주시의 자매결연, 우호교류 도시는 다음과 같다.

### 자매결연 도시
| 도시                   | 국가           | 자매결연시기     |
| ---------------------- | -------------- | ---------------- |
| 전북특별자치도 익산시  | 대한민국       | 1998년 1월 20일  |
| 나라현 나라시          | 일본           | 1970년 4월 15일  |
| 후쿠이현 오바마시      | 일본           | 1977년 2월 13일  |
| 폼페이                 | 이탈리아       | 1985년 10월 14일 |
| 베르사유               | 프랑스         | 1987년 4월 15일  |
| 산시성 (섬서성) 시안시 | 중화인민공화국 | 1994년 11월 18일 |
| 후에성 후에시          | 베트남         | 2007년 9월 7일   |
| 니트라                 | 슬로바키아     | 2014년 8월 21일  |
| 오이타현 우사시        | 일본           | 2023년 10월 13일 |
| 안후이성 츠저우시      | 중화인민공화국 | 2023년 9월 21일  |

### 우호교류 도시
| 도시                    | 국가           | 자매결연시기     |
| ----------------------- | -------------- | ---------------- |
| 충청남도 부여군         | 대한민국       | 2008년 11월 20일 |
| 서울특별시 중랑구       | 대한민국       | 2019년 11월 18일 |
| 도치기현 닛코시         | 일본           | 2009년 11월 11일 |
| 장쑤성 양저우 시        | 중화인민공화국 | 2008년 11월 24일 |
| 허난성 자오쭤 시        | 중화인민공화국 | 2009년 11월 5일  |
| 우즈베키스탄 사마르칸트 | 우즈베키스탄   | 2013년 8월 2일   |
| 이란 이스파한           | 이란           | 2013년 8월 20일  |
| 후베이성 이창 시        | 중화인민공화국 | 2013년 10월 16일 |
| 허베이성 청더시         | 중화인민공화국 | 2015년 10월 20일 |
| 아레키파                | 페루           | 2015년 11월 5일  |
| 가발라                  | 아제르바이잔   | 2017년 3월 15일  |
| 룩소르                  | 이집트         | 2019년 3월 14일  |
| 푸젠성 난핑시           | 중화인민공화국 | 2021년 7월 13일  |
| 트레비치                | 체코           | 2023년 8월 18일  |

## 같이 보기
- 경주시의 역사
- 경주역사유적지구
- 삼기팔괴